# 塞纳河畔伊夫里
塞纳河畔伊夫里（法語：Ivry-sur-Seine，法語：[ivʁi syʁ sɛn] ⓘ），法国中北部城市，法兰西岛大区马恩河谷省的一个市镇，隶属于拉伊莱罗斯区，其市镇面积为6.1平方公里，2022年1月1日时人口数量为64,526人，是该省人口第五多的市镇，在法国城市中排名第89位。
塞纳河畔伊夫里位于马恩河谷省西北部，塞纳河左岸，市区北部与巴黎十三区接壤，法兰西岛大区快铁C线和巴黎地铁7号线经过其境内，由此前往巴黎核心区最短旅行时间在10分钟以内。
塞纳河畔伊夫里历史上长期为一处普通农业聚落，19世纪工业革命后获得快速发展，20世纪初成为巴黎附近重要的工业中心，由此聚集了大量工人阶级居民，成为法国共产主义运动最活跃的地区，自1925年起当地历届市长均为法国共产党成员。二战后，随着巴黎的城市扩张以及法兰西岛大区整体城市规划的推进，当地的大批工业部门转型或外迁，原有的工业区被开发成为生态街区。现代塞纳河畔伊夫里是巴黎东南部一个的近郊卫星城，境内建有多处集中式居民区，法国大型连锁零售企业勒克莱尔超市以及电子产品销售商Fnac的总部亦设于塞纳河畔伊夫里。

## 地名来源

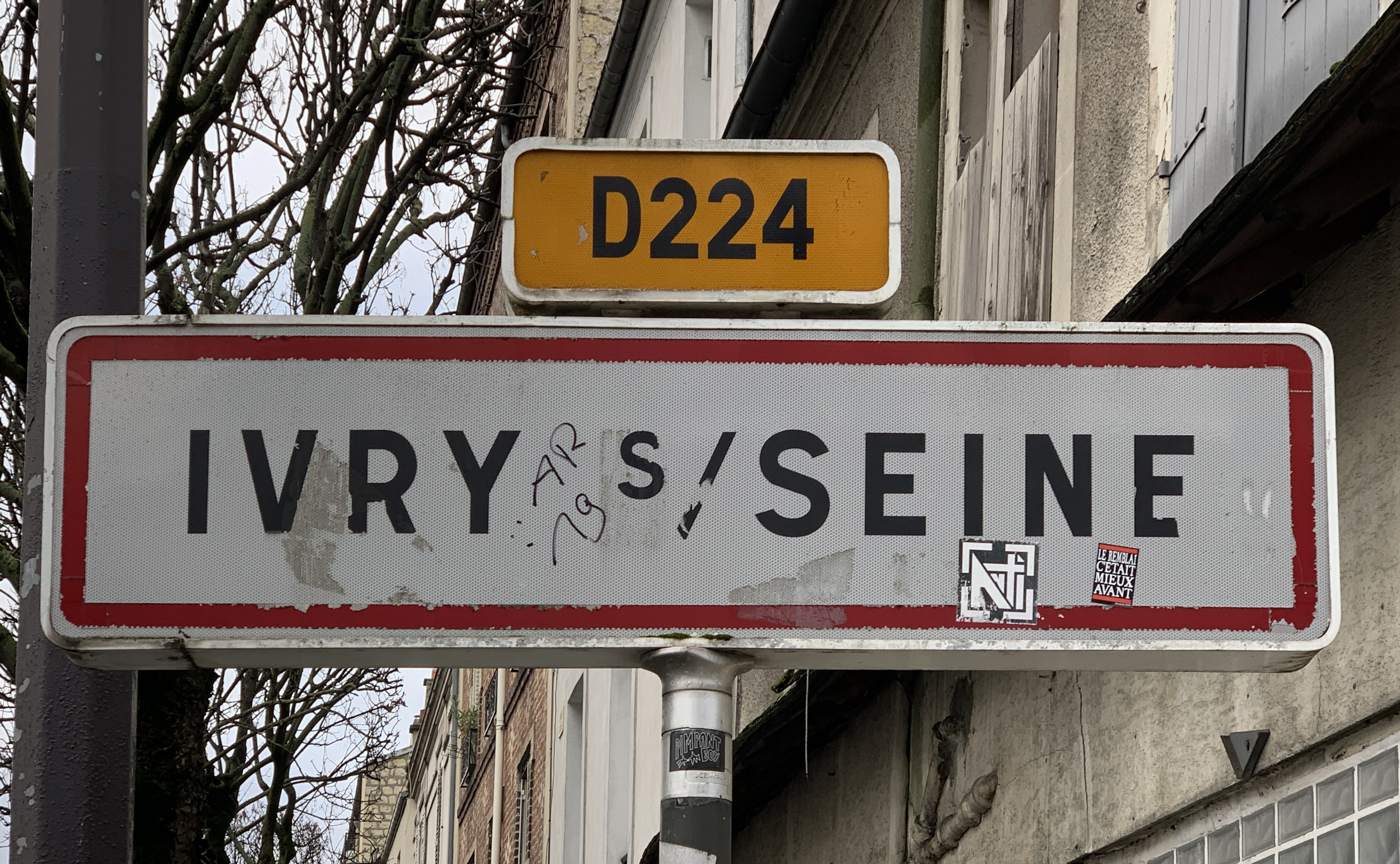
塞纳河畔伊夫里的路牌

“伊夫里”（Ivry）一名来源于高卢语“Eburiacum”，意为红豆杉，是这一地区的一种常见植物，多分布于塞纳河两侧的石质堤岸上。
“塞纳河畔”（-sur-Seine）这一后缀则于1897年起成为官方名称的一部分。但事实上，由于伊夫里附近区域没有其它以作为通名而命名的城市或村落，故在大多数情况下，单独的“伊夫里”即可指代此地，如塞纳河畔伊夫里市政厅对应的地铁站官方名称为“伊夫里市政府站”（Mairie d'Ivry）。

## 历史

### 古典时期至法国大革命

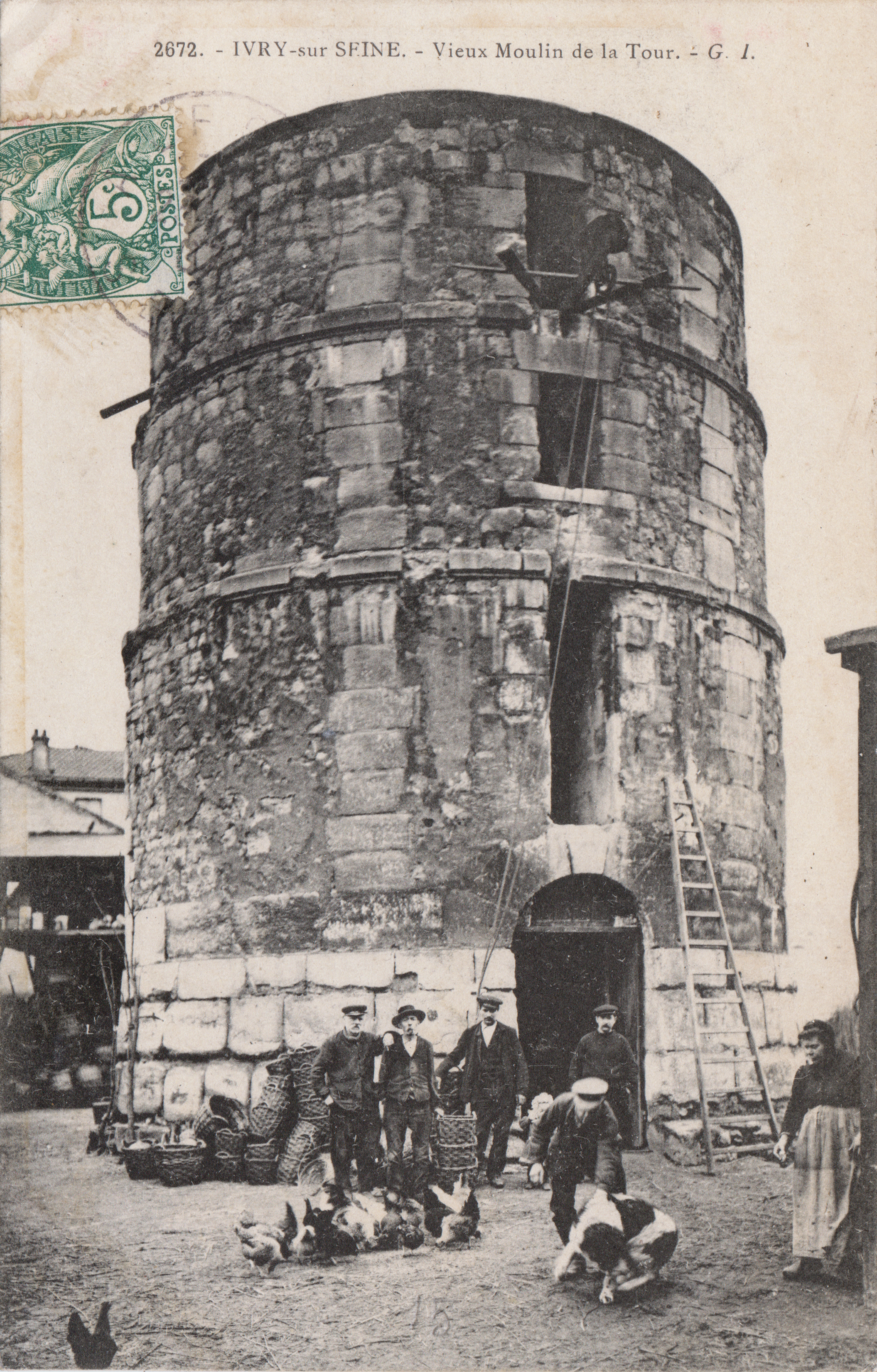
18世纪修建的拉图尔磨坊 (塞纳河畔伊夫里)

塞纳河畔伊夫里历史上长期为巴黎近郊的一处普通村落。公元前1世纪，古罗马军队在凯撒大帝的带领下占领高卢，其将领提图斯·拉比埃努斯于公元前52年入侵活动于塞纳河中下游的帕里西部落，并与其首领卡穆洛根发生卢激烈的交战并获得成功，其战役发生地即位于塞纳河畔伊夫里或附近区域。
公元517年，天主教圣人弗兰布尔曾旅居于伊夫里附近塞纳河畔的一处岩洞当中，并在此地建立了一处小教堂。现代考古发掘可基本推断其建筑遗址位于今塞纳河畔伊夫里市区内的帕尔芒捷广场附近，而以其命名的教堂则成为一处重要的天主教朝圣地，直至19世纪中期。其间，伊夫里境内于12世纪建成了圣伯多禄圣保禄堂，后因战火而遭到破坏，原主体建筑仅有其钟楼得以保留，其余设施及附属结构均为后期添加或重建。
公元937年，伊夫里作为人类聚落首次记载于西法兰克国王路易四世的手记当中。彼时，这一地区长期为巴黎圣母院的一处领地。至公元13世纪，伊夫里的土地被多个领主支配。17世纪末，法兰西财务大臣克洛德·博斯克购买了伊夫里的大片土地，成为了这里的新领主，并在此修建了家族宅邸。18世纪初，博斯克还在伊夫里境内建起了拉图尔磨坊，使得当地的农业得到一定程度的开发。至18世纪末期，伊夫里为一个人口约800的农业村落，当地居民主要从事葡萄酒种植、采石及社会性体力劳动。
1789年4月，14名拥有巴黎军事纠察权的伊夫里居民参与了当地的首次市政选举，让-巴蒂斯德·勒努（Jean-Baptiste Renoult）和皮埃尔-雅克·翁弗鲁瓦（Pierre-Jacques Honfroy）成为首任代表伊夫里的巴黎议员。法国大革命后，伊夫里成为塞纳省的一个市镇，让-巴蒂斯德·勒努和皮埃尔-雅克·翁弗鲁瓦分别于1791至1793年和1793至1795年间为伊夫里的市长。

### 近代

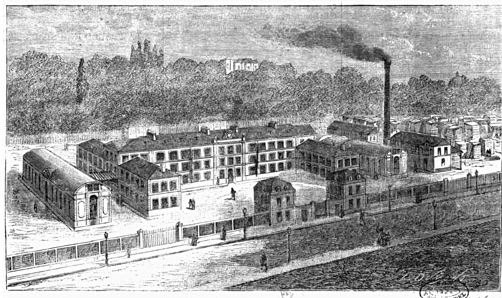
19世纪末伊夫里境内的一处工厂

得益于工业革命和巴黎的城市扩张，伊夫里在19世纪得到了空前的发展，由一个普通农业村落逐渐变为一个重要的工商业中心和卫星城居民区。
在行政区划方面，1819年，位于伊夫里市镇范围最北部的奥斯特里茨村（1806年以前称为“德穆兰村”）被划入巴黎，执政者邀请法国建筑师克洛德·尼古拉·勒杜在该村以南修建了伊夫里城墙，以隔离巴黎和伊夫里，并成为巴黎包税人城墙的一部分。1841年，法国军事工程师弗朗索瓦·尼古拉·伯努瓦·阿克索在伊夫里境内修建了伊夫里城塞，成为巴黎防御工事的一部分。1860年，伊夫里北部的大片土地再次被分出，并组建成为巴黎十三区的一部分，彼时，环绕巴黎的梯也尔城墙再次得到改建。1897年，伊夫里更名为“塞纳河畔伊夫里”。
在城市建设方面，1828年，法国精神科学家让-艾蒂安·埃斯基罗尔将其管理的巴黎一处心理诊所迁至伊夫里境内，此后该院逐渐发展成为一座综合性的公立医院，成为现代夏尔·富瓦医院的前身。1861年建成的伊夫里市政公墓是巴黎近郊的首个大型公墓之一。19世纪中后期，随着塞纳河航道的开发和整治，以及巴黎－波尔多铁路的建成，伊夫里境内出现了越来越多的工业部门，包括瓦窑、蒸馏厂、啤酒厂、橡胶厂以及大批仓库。工厂的出现也使得塞纳河畔伊夫里成为重要的工人阶级聚集区，20世纪初，因不满劳资待遇，当地发生了多次工人起义事件，而靠近巴黎边界的区域则自发形成了大片低收入群体居住区。

### 现代

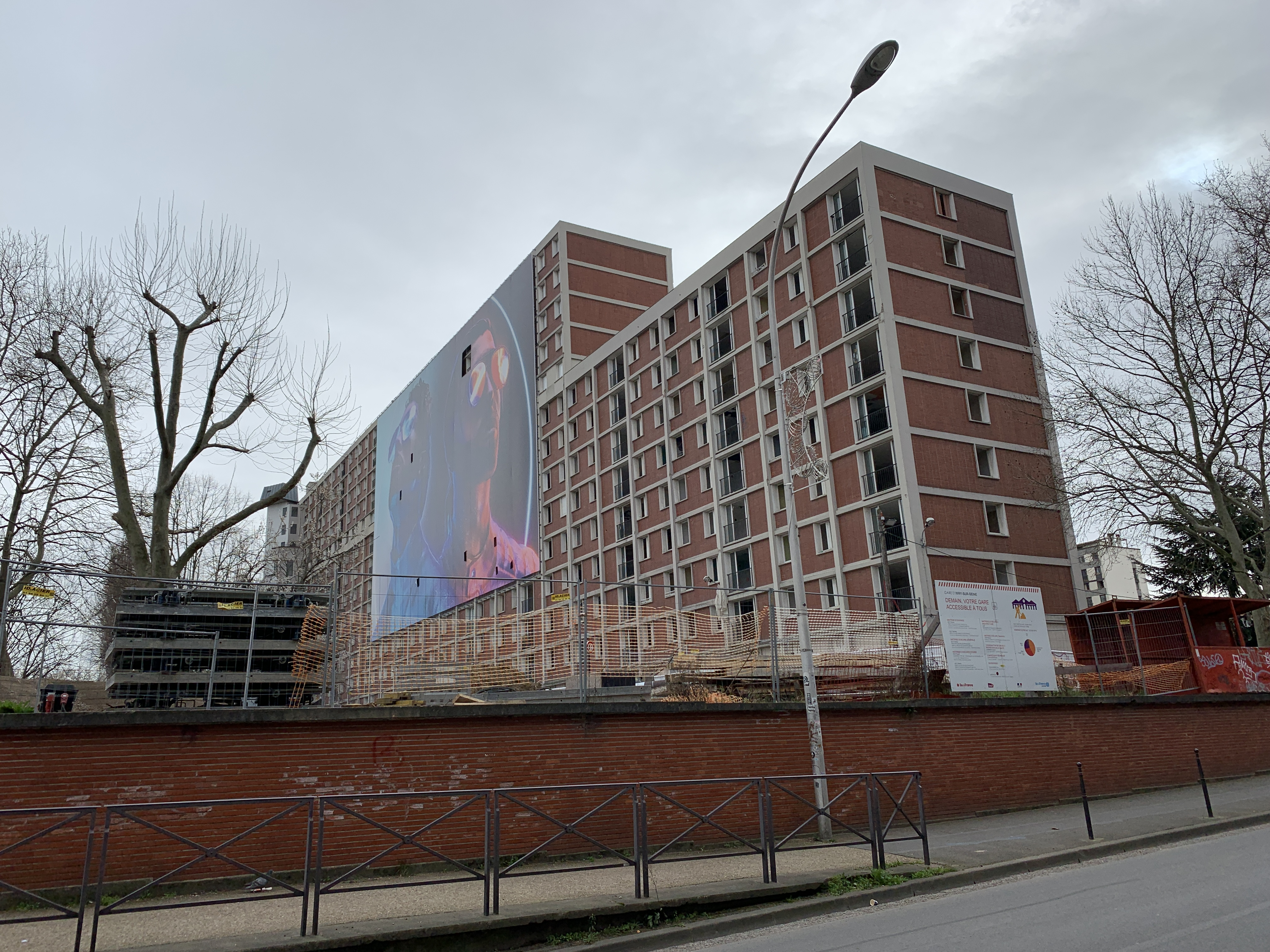
2020年初，即将被拆除的加加林城

1910年1月，塞纳河发生特大洪涝灾害，由于塞纳河畔伊夫里正好处于两河（塞纳河与马恩河）交汇处的外侧，加之当地的工业和居民区大多沿河而建，致使此次洪水对塞纳河畔伊夫里造成了严重的破坏，当地多处街区被洪水淹没，居民被迫疏散，途径此处的铁路也一度中断，洪水直至同年3月才彻底退去。此后，法国出台了多项关于洪涝灾害预防和治理的政策，其上游的防洪水库建设计划也被提出，并于20世纪中后期得以实现。
1919年12月，工人国际法国支部成员莱昂·布尔多先生（Léon Bourdeau）成为塞纳河畔伊夫里市长，后者在此建立了多个共产主义青年团组织。20世纪20年代，塞纳河畔伊夫里逐渐发展了大批现代建筑，其中建于1927年的菲利贝尔·蓬佩城（cité Philibert Pompée）成为当地规模最大集中式居民楼，并成为两战期间法国的代表性建筑之一。1963年，塞纳河畔伊夫里又建成了14层楼的大型集中式居民楼——加加林城，并应当地政府的要求，该建筑外墙采用了象征共产主义的红色涂装。1968年1月1日，塞纳省撤销，塞纳河畔伊夫里被划入新成立的马恩河谷省中，并成为该省的一个“县”。2016年，法兰西岛土地规划局出台了涵盖了塞纳河畔伊夫里的城市规划发展方案，塞纳河畔伊夫里的加加林城被划入以生态环境为主导的“伊夫里汇流”区，其主体建筑被于2019年12月起逐步拆除。2017年2月25日，塞纳河畔伊夫里由克雷泰伊区划至拉伊莱罗斯区。

## 地理

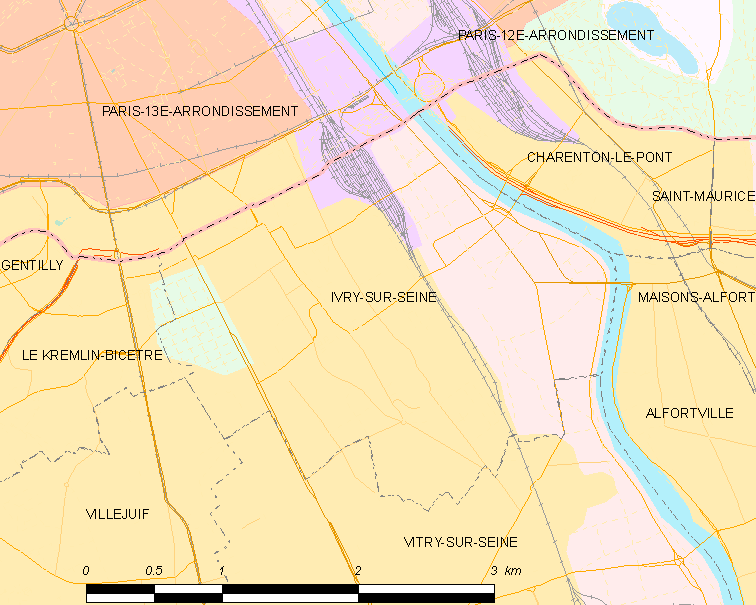
塞纳河畔伊夫里市镇范围地图

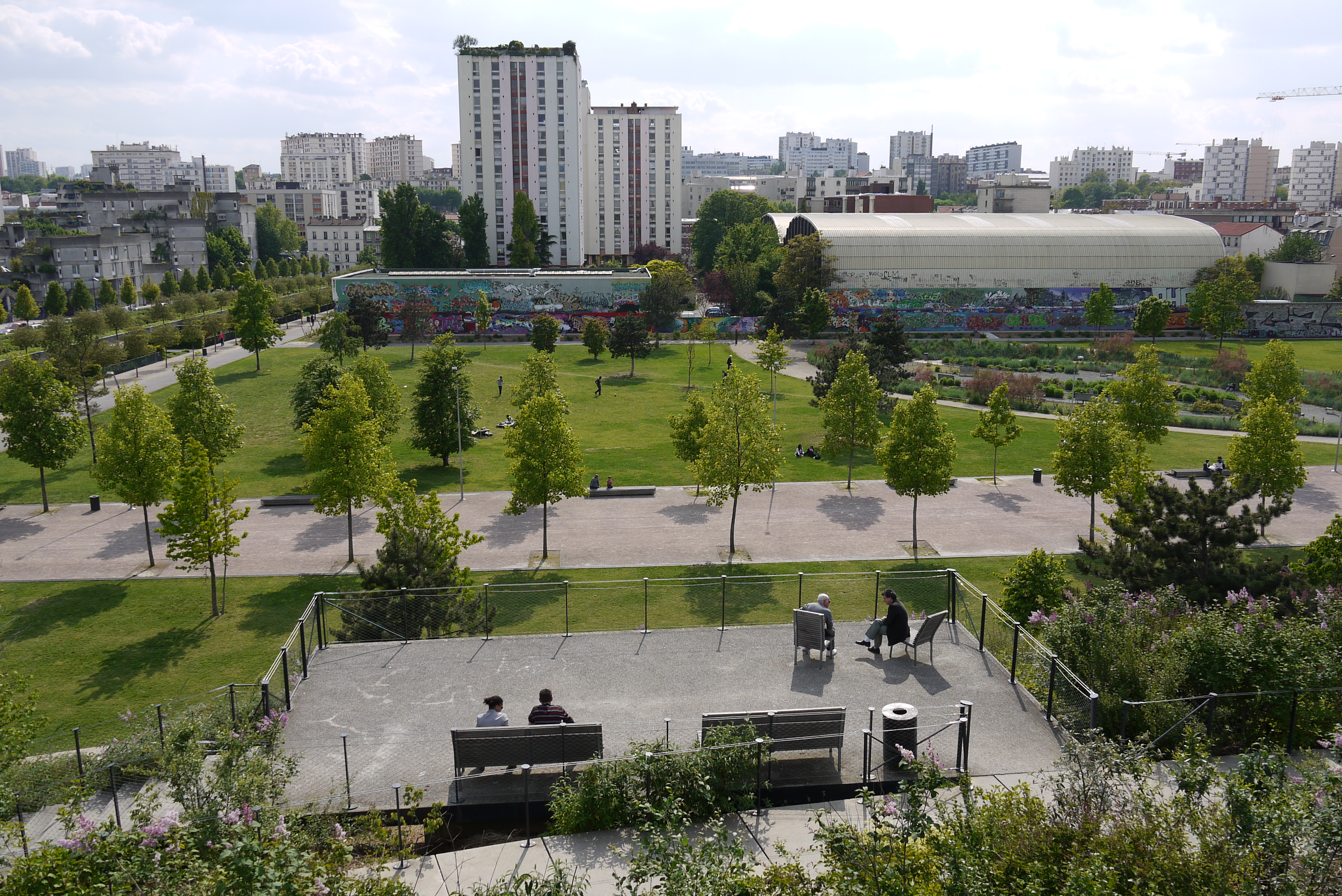
科尔马耶省级公园

塞纳河畔伊夫里位于法国中北部，法兰西岛大区中部和马恩河谷省西北部，距离省会克雷泰伊大约7公里，距离巴黎市中心大约10公里。与塞纳河畔伊夫里接壤的市镇包括：巴黎、沙朗通勒蓬、阿尔福维尔、塞纳河畔维特里、维勒瑞夫和勒克雷姆兰-比塞特尔。

### 地形
塞纳河畔伊夫里位于巴黎平原腹地，境内地势平坦，西部部分街区略有起伏，全境海拔最低点为28米，位于市区北部与巴黎十三区交汇的塞纳河河面；海拔最高点为68米，位于市区南部的伊夫里城塞坡顶。

### 水文
塞纳河畔伊夫里整体位于塞纳河干流左岸，马恩河与塞纳河在此交汇，沿岸建有少量工业港口；除此之外，塞纳河畔伊夫里市区内无大型天然水域。

### 地质
塞纳河畔伊夫里市区整体处于塞纳河沉积平原之上，当地地表被河流沉积物覆盖，其中靠近河岸部分的形成年代晚于内陆地区，而市区最西端则有古岩屑堆分布；自19世纪以来，经过多年的土地建设，当地地表已基本完全被人工建筑占据。

### 植被
塞纳河畔伊夫里属于温带落叶林区，市区内的主要绿地公园包括科尔马耶省级公园、莫里斯·特雷兹公园（Parc Maurice Thorez）和小树林走廊（Promenade des Petits Bois）等，均常年免费向公众开放；市区南部的伊夫里城塞周边亦有大片林地分布。
在鲜花城市的评比中，塞纳河畔伊夫里暂未被评级。

### 气候
塞纳河畔伊夫里在柯本气候分类法中属于温带海洋性气候。
距离塞纳河畔伊夫里最近的气象站位于巴黎蒙苏里公园，该气象站的最高气温记录为42.9摄氏度，出现于2019年7月25日；最低气温记录为-23.9摄氏度，出现于1879年12月10日。以下为该气象站的详细数据：
| 巴黎蒙苏里公园 1981年－2020年 | 巴黎蒙苏里公园 1981年－2020年 | 巴黎蒙苏里公园 1981年－2020年 | 巴黎蒙苏里公园 1981年－2020年 | 巴黎蒙苏里公园 1981年－2020年 | 巴黎蒙苏里公园 1981年－2020年 | 巴黎蒙苏里公园 1981年－2020年 | 巴黎蒙苏里公园 1981年－2020年 | 巴黎蒙苏里公园 1981年－2020年 | 巴黎蒙苏里公园 1981年－2020年 | 巴黎蒙苏里公园 1981年－2020年 | 巴黎蒙苏里公园 1981年－2020年 | 巴黎蒙苏里公园 1981年－2020年 | 巴黎蒙苏里公园 1981年－2020年 |
| 月份                          | 1月                           | 2月                           | 3月                           | 4月                           | 5月                           | 6月                           | 7月                           | 8月                           | 9月                           | 10月                          | 11月                          | 12月                          | 全年                          |
| ----------------------------- | ----------------------------- | ----------------------------- | ----------------------------- | ----------------------------- | ----------------------------- | ----------------------------- | ----------------------------- | ----------------------------- | ----------------------------- | ----------------------------- | ----------------------------- | ----------------------------- | ----------------------------- |
| 历史最高温 °C（°F）           | 16.1 (61.0)                   | 21.4 (70.5)                   | 25.7 (78.3)                   | 30.2 (86.4)                   | 34.8 (94.6)                   | 37.6 (99.7)                   | 42.6 (108.7)                  | 39.5 (103.1)                  | 36.2 (97.2)                   | 28.9 (84.0)                   | 21.6 (70.9)                   | 17.1 (62.8)                   | 42.6 (108.7)                  |
| 平均高温 °C（°F）             | 7.2 (45.0)                    | 8.3 (46.9)                    | 12.2 (54.0)                   | 15.6 (60.1)                   | 19.6 (67.3)                   | 22.7 (72.9)                   | 25.2 (77.4)                   | 25 (77)                       | 21.1 (70.0)                   | 16.3 (61.3)                   | 10.8 (51.4)                   | 7.5 (45.5)                    | 16 (61)                       |
| 日均气温 °C（°F）             | 4.9 (40.8)                    | 5.6 (42.1)                    | 8.8 (47.8)                    | 11.5 (52.7)                   | 15.2 (59.4)                   | 18.3 (64.9)                   | 20.5 (68.9)                   | 20.3 (68.5)                   | 16.9 (62.4)                   | 13 (55)                       | 8.3 (46.9)                    | 5.5 (41.9)                    | 12.4 (54.3)                   |
| 平均低温 °C（°F）             | 2.7 (36.9)                    | 2.8 (37.0)                    | 5.3 (41.5)                    | 7.3 (45.1)                    | 10.9 (51.6)                   | 13.8 (56.8)                   | 15.8 (60.4)                   | 15.7 (60.3)                   | 12.7 (54.9)                   | 9.6 (49.3)                    | 5.8 (42.4)                    | 3.4 (38.1)                    | 8.8 (47.8)                    |
| 历史最低温 °C（°F）           | −14.6 (5.7)                   | −14.7 (5.5)                   | −9.1 (15.6)                   | −3.5 (25.7)                   | −0.1 (31.8)                   | 3.1 (37.6)                    | 2.7 (36.9)                    | 6.3 (43.3)                    | 1.8 (35.2)                    | −3.8 (25.2)                   | −14 (7)                       | −23.9 (−11.0)                 | −23.9 (−11.0)                 |
| 平均降水量 mm（）             | 51 (2.0)                      | 41.2 (1.62)                   | 47.6 (1.87)                   | 51.8 (2.04)                   | 63.2 (2.49)                   | 49.6 (1.95)                   | 62.3 (2.45)                   | 52.7 (2.07)                   | 47.6 (1.87)                   | 61.5 (2.42)                   | 51.1 (2.01)                   | 57.8 (2.28)                   | 637.4 (25.09)                 |
| 月均日照時數                  | 62.5                          | 79.2                          | 128.9                         | 166                           | 193.8                         | 202.1                         | 212.2                         | 212.1                         | 167.9                         | 117.8                         | 67.7                          | 51.4                          | 1,661.6                       |
| 来源：infoclimat.fr           |                               |                               |                               |                               |                               |                               |                               |                               |                               |                               |                               |                               |                               |

## 行政区划
塞纳河畔伊夫里是法国法兰西岛大区马恩河谷省的一个市镇，编号为94041。塞纳河畔伊夫里隶属于拉伊莱罗斯区和马恩河谷省第十选区，管理塞纳河畔伊夫里县，同时也是大巴黎都会区以及大奥利-塞纳-比耶夫尔公共土地管理局的组成部分。
法国国家统计与经济研究所（简称）在进行数据统计时，将塞纳河畔伊夫里及相邻的另外428个市镇设为巴黎城市核心区（2020年扩充至431个），并将包括塞纳河畔伊夫里在内的1,794个市镇设为巴黎城市区。自2020年起，巴黎城市区被包含1,929个市镇的巴黎城市辐射区代替。同时，还将塞纳河畔伊夫里市镇分为了22个“块区”（IRIS），以便于统计人口分布情况。
| 塞纳河畔伊夫里行政区划 | 塞纳河畔伊夫里行政区划 | 塞纳河畔伊夫里行政区划 | 塞纳河畔伊夫里行政区划 | 塞纳河畔伊夫里行政区划 | 塞纳河畔伊夫里行政区划 | 塞纳河畔伊夫里行政区划 |
| --- | ---------------------- | ---------------------- | ---------------------- | ---------------------- | ---------------------- | ---------------------- |
| 塞 纳 河 ↖ 中心伊夫里港 北部伊夫里港 南部伊夫里港 米拉博 居里夫妇城 东丹敦 西丹敦 北部小伊夫里 南部小伊夫里 奥什- · 勒加勒 北部高原 南部高原 韦罗洛 蒙穆索 城塞 东部市中心 南部 · 市中心 西部 · 市中心 北 部 市 中 心 加加林 北部帕尔芒捷 南部帕尔芒捷 |                        |                        |                        |                        |                        |                        |
| 街区 | 块区名称*              | 块区原名               | 人口数量 （2012年）    | 失业率                 |                        |                        |
| Centre ville 市中心 | 东部市中心             |                        | 1,618                  | 20.3 %                 |                        |                        |
| Centre ville 市中心 | 北部市中心             |                        | 2,381                  | 15.4 %                 |                        |                        |
| Centre ville 市中心 | 西部市中心             |                        | 3,017                  | 13.9 %                 |                        |                        |
| Centre ville 市中心 | 南部市中心             |                        | 2,403                  | 16.9 %                 |                        |                        |
| Port 港区 | 中心伊夫里港           |                        | 3,333                  | 21.3 %                 |                        |                        |
| Port 港区 | 北部伊夫里港           |                        | 4,758                  | 15.3 %                 |                        |                        |
| Port 港区 | 南部伊夫里港           |                        | 2,416                  | 15.8 %                 |                        |                        |
| Mirabeau 米拉博 | 米拉博                 |                        | 2,788                  | 11.8 %                 |                        |                        |
| Mirabeau 米拉博 | 东丹敦                 |                        | 2,389                  | 17.9 %                 |                        |                        |
| Mirabeau 米拉博 | 西丹敦                 |                        | 2,288                  | 20.9 %                 |                        |                        |
| Parmentier 帕尔芒捷 | 加加林                 |                        | 2,310                  | 18.9 %                 |                        |                        |
| Parmentier 帕尔芒捷 | 北部帕尔芒捷           |                        | 3,257                  | 15.8 %                 |                        |                        |
| Parmentier 帕尔芒捷 | 南部帕尔芒捷           |                        | 2,026                  | 10 %                   |                        |                        |
| Petit Ivry 小伊夫里 | 北部小伊夫里           |                        | 3,149                  | 18.2 %                 |                        |                        |
| Petit Ivry 小伊夫里 | 南部小伊夫里           |                        | 3,819                  | 17.1 %                 |                        |                        |
| Petit Ivry 小伊夫里 | 居里夫妇城             |                        | 2,053                  | 17.3 %                 |                        |                        |
| Petit Ivry 小伊夫里 | 奥什-勒加勒            |                        | 1,758                  | 15.8 %                 |                        |                        |
| Fort 城塞 | 蒙穆索                 |                        | 2,148                  | 16.4 %                 |                        |                        |
| Fort 城塞 | 北部高原               |                        | 2,552                  | 12.1 %                 |                        |                        |
| Fort 城塞 | 南部高原               |                        | 2,754                  | 11.4 %                 |                        |                        |
| Fort 城塞 | 城塞                   |                        | 1,594                  | 13.2 %                 |                        |                        |
| Fort 城塞 | 韦罗洛                 |                        | 3,769                  | 14.4 %                 |                        |                        |
| *中文名称非官方正式翻译，仅供参考 |                        |                        |                        |                        |                        |                        |

在街区管理方面，塞纳河畔伊夫里市镇被划为6个街区，每个街区定期进行居民选举，其街区代表将参与当地的日常市政管理事务。

## 交通

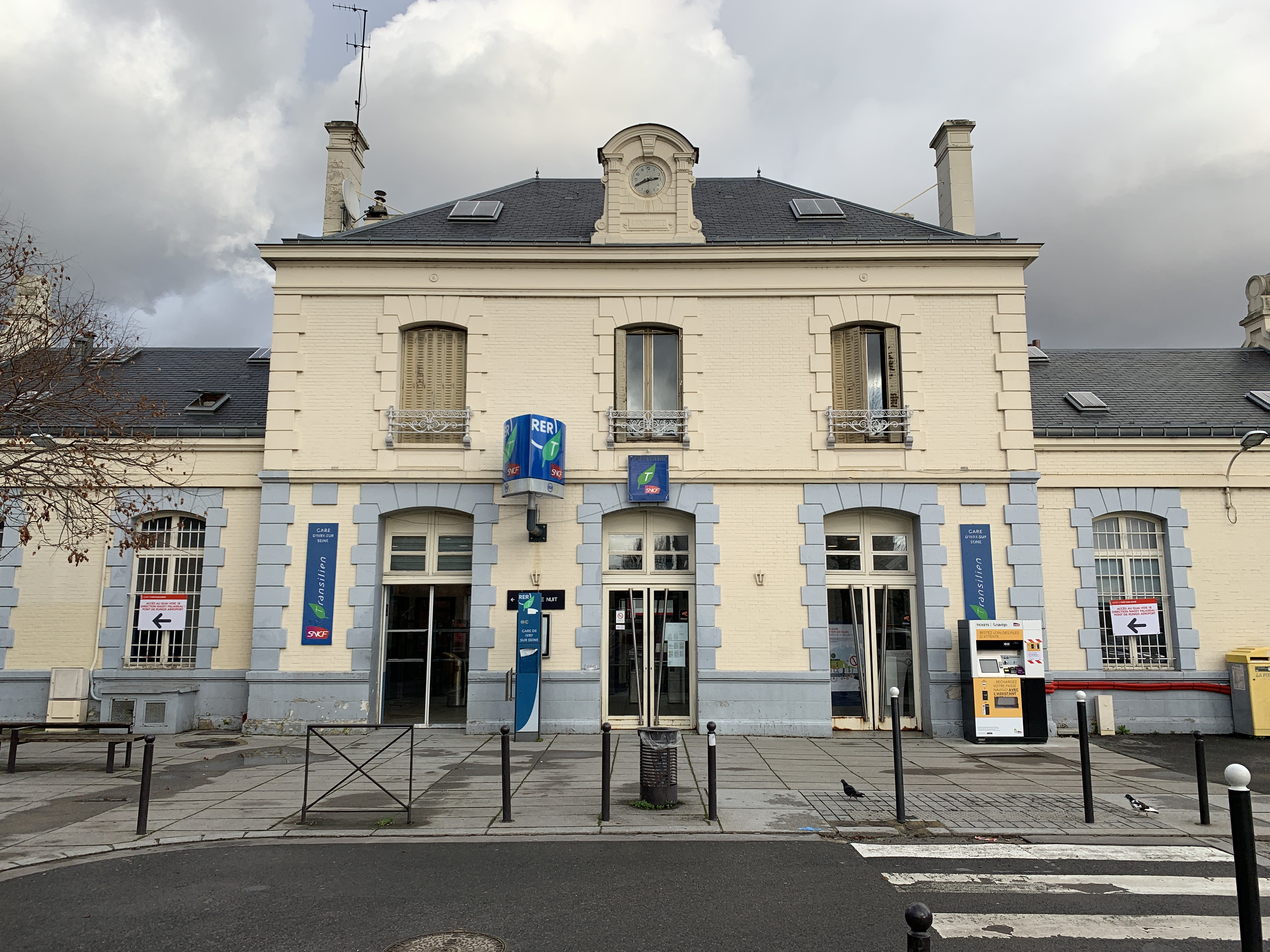
塞纳河畔伊夫里快铁站

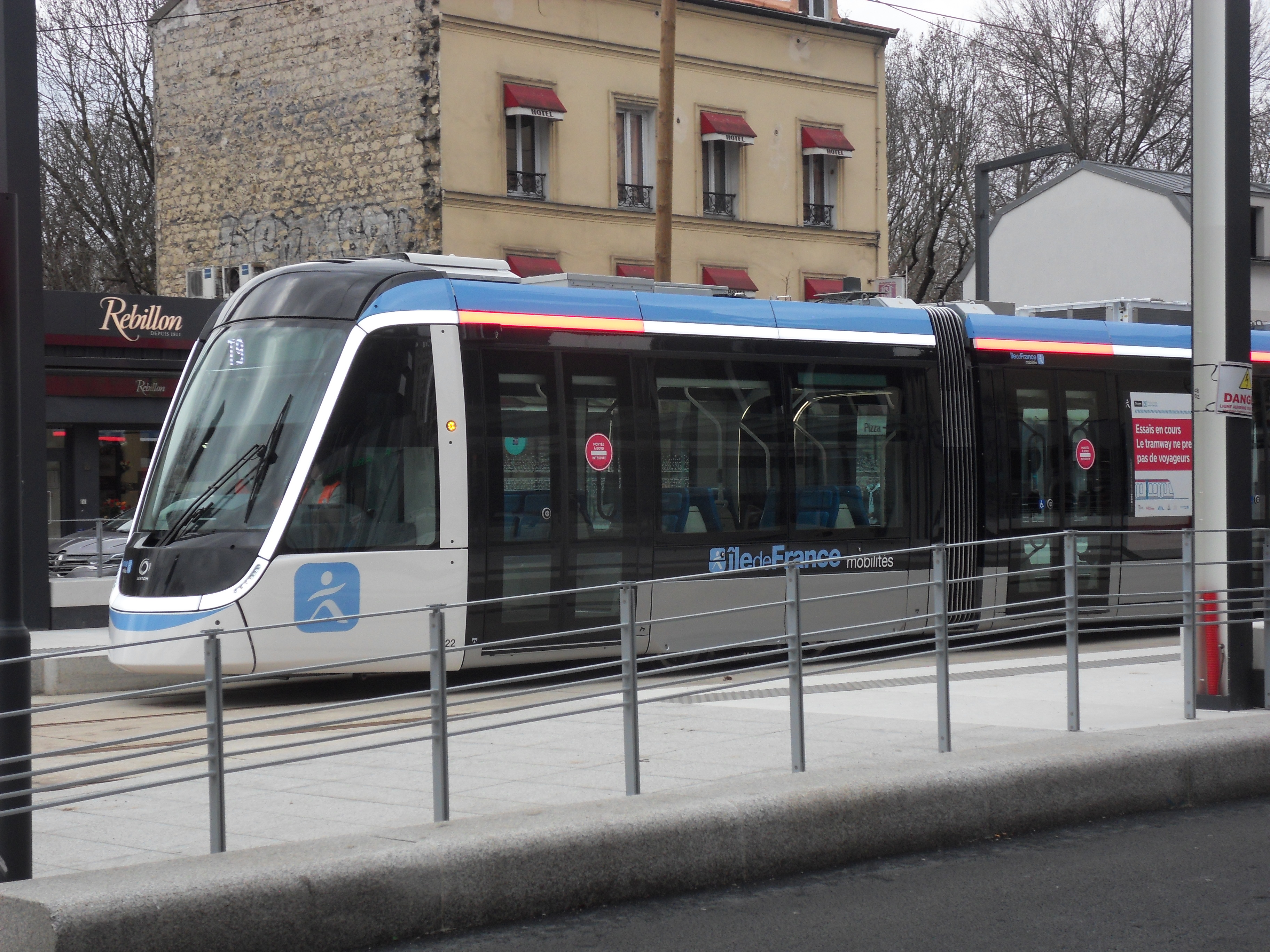
试运行中的法兰西岛有轨电车9号线

### 公路
塞纳河畔伊夫里境内的街道均为城市道路，配有排水、照明、人行道等设施。当地的街道管理事务由市政府直接负责，居民可直接通过网站反映各类不良情况（道路破损、积水、违章占道、非法施工等）。塞纳河畔伊夫里市政府下设车辆管理中心，主要负责管理当地的沿街车辆停放。
2017年，44.2%的塞纳河畔伊夫里家庭拥有至少一辆的私人汽车。2018年，塞纳河畔伊夫里境内共发生各类交通事故107起，造成128人受伤。

### 铁路
塞纳河畔伊夫里位于巴黎－波尔多铁路上，是该铁路离开巴黎后经过的第一座城市。塞纳河畔伊夫里站位于市区中部，是法兰西岛大区快铁C线上的一个车站，由此可直达奥斯特里茨火车站、巴黎圣母院、舒瓦西勒鲁瓦、伊西莱穆利诺以及马西等地。

### 水运
塞纳河畔伊夫里附近的塞纳河段常年水量充足，满足中小型船只的通航条件。2008至2011年间，法兰西岛大区交通管理局曾利用塞纳河开行停靠伊夫里的水上巴士线路（商业名称为），后因实际操作成本过高而被迫放弃。

### 对外交通
距离塞纳河畔伊夫里最近的长途汽车站、长途客运铁路车站和民用航空站分别为贝西汽车站、巴黎奥斯特里茨站和巴黎-奥利机场，距离塞纳河畔伊夫里市中心的公路里程分别为4.8公里、4.7公里和12公里。

### 城市公共交通
塞纳河畔伊夫里是巴黎公共交通网的组成部分，法兰西岛大区快铁C线和巴黎地铁7号线（黄色支线）经过塞纳河畔伊夫里；法兰西岛有轨电车9号线经过塞纳河畔伊夫里境内并设有四个车站，已于2021年4月11日正式投入使用；此外还有八条公交线路经过其市镇范围内。巴黎公共交通集团在塞纳河畔伊夫里境内设有一处车辆维修中心。
| 途经塞纳河畔伊夫里境内的主要公共交通线路 |        | |
| 类型                                     | 运营商 | 线路 |
| 快铁                                     |        | ：伊夫林地区圣康坦 ↔ 凡尔赛尚捷站 ↔ 巴黎市区 ↔ 塞纳河畔伊夫里站 ↔ 舒瓦西勒鲁瓦 ↔ 奥利 ↔ 马西-帕莱索站 |
| 地铁                                     | RATP   | ：拉库尔讷沃 ↔ 火车东站 ↔ 金字塔 ↔ 沙特雷 ↔ 意大利广场 ↔ 居里夫妇站 ↔ 伊夫里市政府站 |
| 有轨电车                                 | (N)    | ：舒瓦西门站 ↔ 沙托丹-巴贝斯 ↔ 伊夫里巴黎人公墓 ↔ 拉布里凯特里 ↔ 日耳曼-塔伊费尔 ↔ 塞纳河畔维特里市政厅 ↔ 鲁热·德里尔 ↔ 奥利-加斯通·维安斯 |
| 公共汽车                                 | RATP   | 25：巴黎-弗朗索瓦·密特朗圖書館 ↔ 瓦扬·库蒂耶-列宁 ↔ 塞纳河畔维特里-迪拉斯 125：巴黎-奥尔良门 ↔ 伊夫里市政府 ↔ 迈松阿尔福兽医学校 132：巴黎-弗朗索瓦·密特朗圖書館 ↔ 伊夫里市政府 ↔ 塞纳河畔维特里-绿磨坊 180：沙朗通學校站 ↔ 塞纳河畔伊夫里 ↔ 猶太城-路易·阿拉貢站 182：伊夫里市政府 ↔ 加布里埃尔·佩里 ↔ 快铁舒瓦西勒鲁瓦站 ↔ 快铁圣乔治编组站 323：塞纳河畔伊夫里-甘必大 ↔ 伊西莱穆利诺-塞纳河谷 325：巴黎-车站河边街 ↔ 塞纳河畔伊夫里 ↔ 文森城堡站 |
| 公共汽车                                 | (N)    | N31：巴黎-里昂火车站 ↔ 意大利广场 ↔ 舒瓦西门站 ↔ 拉布里凯特里 ↔ 塞纳河畔维特里市政厅 ↔ 鲁热·德李尔 ↔ 奥利-市政厅 ↔ 巴黎-奥利机场南航站楼 N133：巴黎-里昂火车站 ↔ 塞纳河畔伊夫里 ↔ 塞纳河畔维特里站 ↔ 舒瓦西勒鲁瓦站 ↔ 瑞维希站 |
| 1.                                       |        | |

除此之外，法兰西岛大区交通局远期亦有计划将巴黎地铁10号线延伸至塞纳河畔伊夫里境内。

## 政治

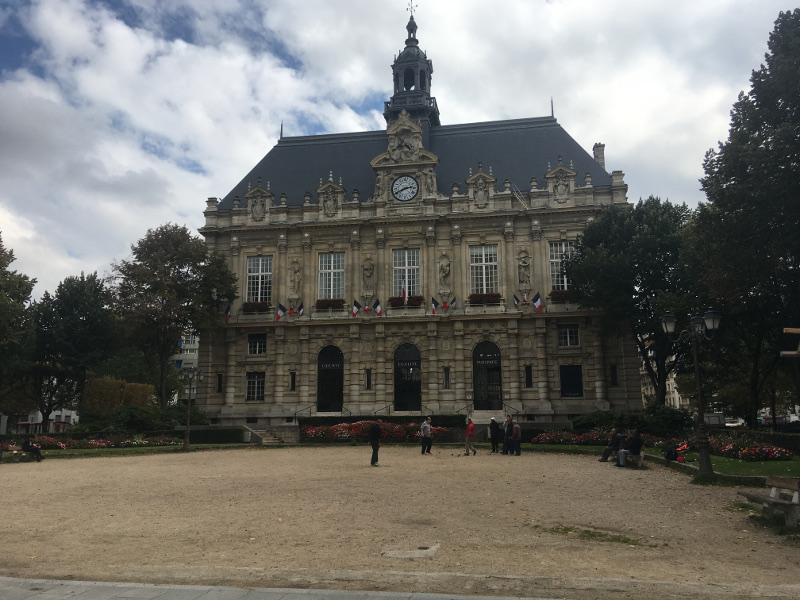
塞纳河畔伊夫里市政厅

### 市政内阁
塞纳河畔伊夫里的现任市长为菲利普·布伊苏先生（Philippe Bouyssou），他是法国共产党成员，在2020年的市政选举中获得了65.55%的支持率。
| 2020年塞纳河畔伊夫里市政内阁组成 |                 |                                                                                          |          |          |            |            |      |          |  |
|                                  |                 |                                                                                          |          |          |            |            |      |          |  |
| 代表                             | 代表            | 党派                                                                                     | 首轮选举 | 首轮选举 | 第二轮选举 | 第二轮选举 | 席位 | 席位     |  |
| 代表                             | 代表            | 党派                                                                                     | 票数     | %        | 票数       | %          | 市镇 | 公共社区 |  |
|                                  | 菲利普·布伊苏   | PCF法国共产党 GS世代·s MDC公民运动 CCI 伊夫里市民党 Ensemble一起！                       | 5570     | 48.65    | 5618       | 65.55      | 41   | 1        |  |
| 众志成城为伊夫里（Ensemble pour Ivry）             |                 |                                                                                          | 5570     | 48.65    | 5618       | 65.55      | 41   | 1        |  |
|                                  | 萨布丽娜·塞拜伊 | EÉLV欧洲生态-绿党 PS社会党 FI不屈法国 MRC公民與共和運動 GRS共和与社会主义左翼 GÉ生態世代 | 2531     | 22.10    | 5618       | 65.55      | 41   | 1        |  |
| 明日伊夫里（Ivry demain）                   |                 |                                                                                          | 2531     | 22.10    | 5618       | 65.55      | 41   | 1        |  |
|                                  | 塞巴斯蒂安·布约 | LR共和黨 SL让我们自由                                                                    | 1569     | 13.70    | 1732       | 20.21      | 5    | 0        |  |
| 新形势伊夫里（Ivry autrement）                 |                 |                                                                                          | 1569     | 13.70    | 1732       | 20.21      | 5    | 0        |  |
|                                  | 拉什达·卡乌特   | LREM复兴 MRD改革者运动                                                                   | 1400     | 12.22    | 1220       | 14.21      | 3    | 0        |  |
| 伊夫里为您（Ivry c'est vous）                   |                 |                                                                                          | 1400     | 12.22    | 1220       | 14.21      | 3    | 0        |  |
|                                  | 布朗达·拉巴特   | NPA新反资本主义党                                                                        | 221      | 1.93     |            |            |      |          |  |
| 反资本与革命的伊夫里 （Ivry anticapitaliste et révolutionnaire）        |                 |                                                                                          | 221      | 1.93     |            |            |      |          |  |
|                                  | 吉塞勒·佩尔南   | LO工人斗争                                                                               | 157      | 1.37     |            |            |      |          |  |
| 工人斗争，倾听劳动者的声音 （Lutte ouvrière - Faire entendre le camp des travailleurs）  |                 |                                                                                          | 157      | 1.37     |            |            |      |          |  |
|                                  |                 |                                                                                          |          |          |            |            |      |          |  |
| 有效票数                         | 有效票数        | 有效票数                                                                                 | 11448    | 96.47    | 8570       | 94.86      |      |          |  |
| 空白票                           | 空白票          | 空白票                                                                                   | 131      | 1.10     | 278        | 3.08       |      |          |  |
| 无效票                           | 无效票          | 无效票                                                                                   | 288      | 2.43     | 186        | 2.06       |      |          |  |
| 合计                             | 合计            | 合计                                                                                     | 11867    | 100      | 9034       | 100        | 49   | 1        |  |

### 市长列表

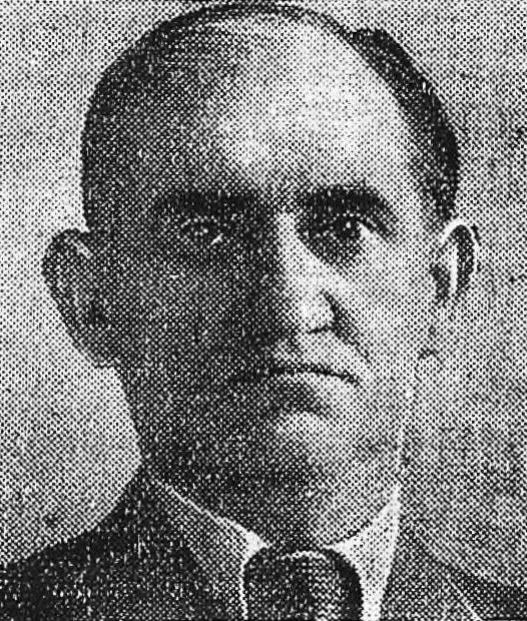
1945至1965年间的塞纳河畔伊夫里市长乔治·马拉纳先生

| 塞纳河畔伊夫里历届市长 |                                 |               |
| 任期                   | 市长                            | 党派          |
| 1944年－1945年         | Venise Gosnat 沃尼斯·戈纳       | PCF法国共产党 |
| 1945年－1965年         | Georges Marrane 乔治·马拉纳     | PCF法国共产党 |
| 1965年－1998年         | Jacques Laloë 雅克·拉洛埃       | PCF法国共产党 |
| 1998年－2015年         | Pierre Gosnat 皮埃尔·戈纳       | PCF法国共产党 |
| 2015年－               | Philippe Bouyssou 菲利普·布伊苏 | PCF法国共产党 |

### 各级选举
在2019年欧洲议会选举中，欧洲生态党在塞纳河畔伊夫里获得20.39%的支持率。
在2017年的法国总统大选中，法国第25任总统埃马纽埃尔·马克龙在塞纳河畔伊夫里获得了83.85%的支持率。
在2015年法国省级选举的首轮投票中，马恩河谷省议员拉米娅·基鲁阿尼女士（Lamya Kirouani）和帕斯卡尔·萨沃尔代利先生（Pascal Savoldelli）在塞纳河畔伊夫里县获得了41.29%的支持率。
在2015年法国大区选举中，法国政治家克洛德·巴尔托洛内在塞纳河畔伊夫里获得50.75%的支持率。

## 人口
2017年，塞纳河畔伊夫里市镇人口数量为62,052，在法国排名第89位。其中男性30,817人，女性31,235人，75岁及以上人口占5.4%，外籍人口数量为19,961人，人口密度为10,173人/平方公里，当地居民被称为（男性）或（女性）。2018年，塞纳河畔伊夫里境内出生1,016人，死亡人口372人。
| 年份   | 1936   | 1946   | 1954   | 1962   | 1968   | 1975   | 1982   | 1990   | 1999   | 2006   | 2011   | 2016   | 2018   |
| ------ | ------ | ------ | ------ | ------ | ------ | ------ | ------ | ------ | ------ | ------ | ------ | ------ | ------ |
| 人口數 | 44,859 | 42,445 | 47,765 | 54,731 | 60,455 | 62,856 | 55,699 | 53,619 | 50,972 | 55,608 | 58,185 | 60,771 | 63,309 |

## 经济

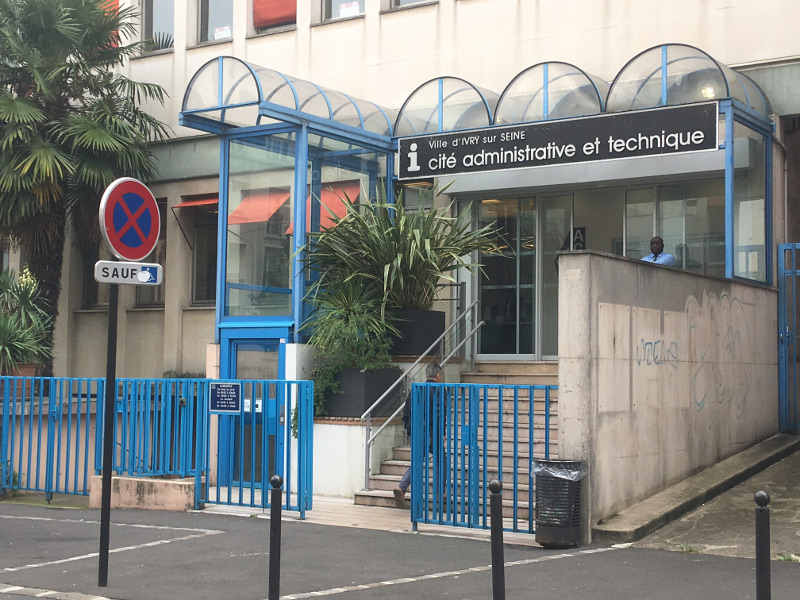
塞纳河畔伊夫里行政管理中心

塞纳河畔伊夫里的经济发展事务由多个部分协调负责，其中法国就业局在塞纳河畔伊夫里境内设有劳务办公室，为当地居民提供创业及就业帮助。

### 产业分布
在第一产业方面，塞纳河畔伊夫里在历史上为典型的农业村落，经济类作物以及葡萄酒田是当地主要的农业类型，自19世纪工业革命起，这一地区快速完成工业和城市化发展，至2017年，除少量私人花园外，塞纳河畔伊夫里境内已无农业用地和相关从业人员。
在第二产业方面，塞纳河畔伊夫里在20世纪中期以前曾为巴黎附近重要的工业市镇，此后因城市扩张和生态环境保护的需要，当地的工业生产部门大批外迁或转型，而建筑类企业依然占有较为重要的地位。2017年，塞纳河畔伊夫里的工业及建筑业用人单位数量为892家，占总数的16.6%；相关就业总人数为4,891，占总量的13.6%。
在第三产业方面，塞纳河畔伊夫里是数十家大型企业的总部所在地，相关就业单位和从业人数均超过总量的85%。

### 重要企业
塞纳河畔伊夫里是巴黎近郊重要的卫星城，当地共有各类用人单位及自雇共10,597家，平均历史为12年，其中97.22%为中小型企业（PME）。
| 塞纳河畔伊夫里境内的主要大型企业 |      |          |                |                             |                   |           |
| 企业                             | 类型 | 法语原名 | 领域           | 员工数量 （2019年12月31日） | 营业额 （2019年） | 数据来源  |
| 勒克莱尔超市                     | 总部 |          | 大型零售       | 276                         | 13,021,327,601 €  | [ 社 19 ] |
| 锡内尔日                         | 工厂 |          | 能源           | 无（非本地注册）            | 10,750,916,551 €  | [ 社 20 ] |
| 斯卡马尔克                       | 总部 |          | 食品加工       | 214                         | 3,823,784,201 €   | [ 社 21 ] |
| Interforum                       | 总部 |          | 文化产品       | 1,229                       | 697,345,400 €     | [ 社 22 ] |
| Fnac直管                         | 总部 |          | 文化与电子产品 | 22                          | 583,447,385 €     | [ 社 23 ] |
| Fnac巴黎地区                     | 总部 |          | 文化与电子产品 | 1,246                       | 466,437,115 €     | [ 社 24 ] |
|                                  | 总部 |          | 安全设备       | 1,331                       | 246,014,400 €     | [ 社 25 ] |
|                                  | 总部 |          | 信息数据       | 1,050                       | 185,102,823 €     | [ 社 26 ] |
|                                  | 总部 |          | 企业管理       | 1,428                       | 90,698,604 €      | [ 社 27 ] |
| Edeis                            | 总部 |          | 文化产品       | 414                         | 79,680,196 €      | [ 社 28 ] |

### 财政收入
2019年，塞纳河畔伊夫里的财政收入总额为165,970,000欧元，财政支出总额为147,797,000欧元，当年的债务总额为117,680,000欧元。2021年，塞纳河畔伊夫里共获得2,914,548欧元的国家财政补助，比上一年减少了6.13%。
2017年，塞纳河畔伊夫里的人均月收入总额为2,260欧元，其中高级职员为3,514欧元，低于法国平均水平（4,214欧元）；中级职员为2,312欧元，低于法国平均水平（2,353欧元）；普通职员为1,719欧元，高于法国平均水平（1,690欧元）。
2017年，塞纳河畔伊夫里境内的青壮年（15至64岁）失业率为16%，当地47.7%的家庭拥有纳税资格，平均纳税3,304欧元，低于法国平均水平（3,888欧元）。

## 社会事务

塞纳河畔伊夫里市中心

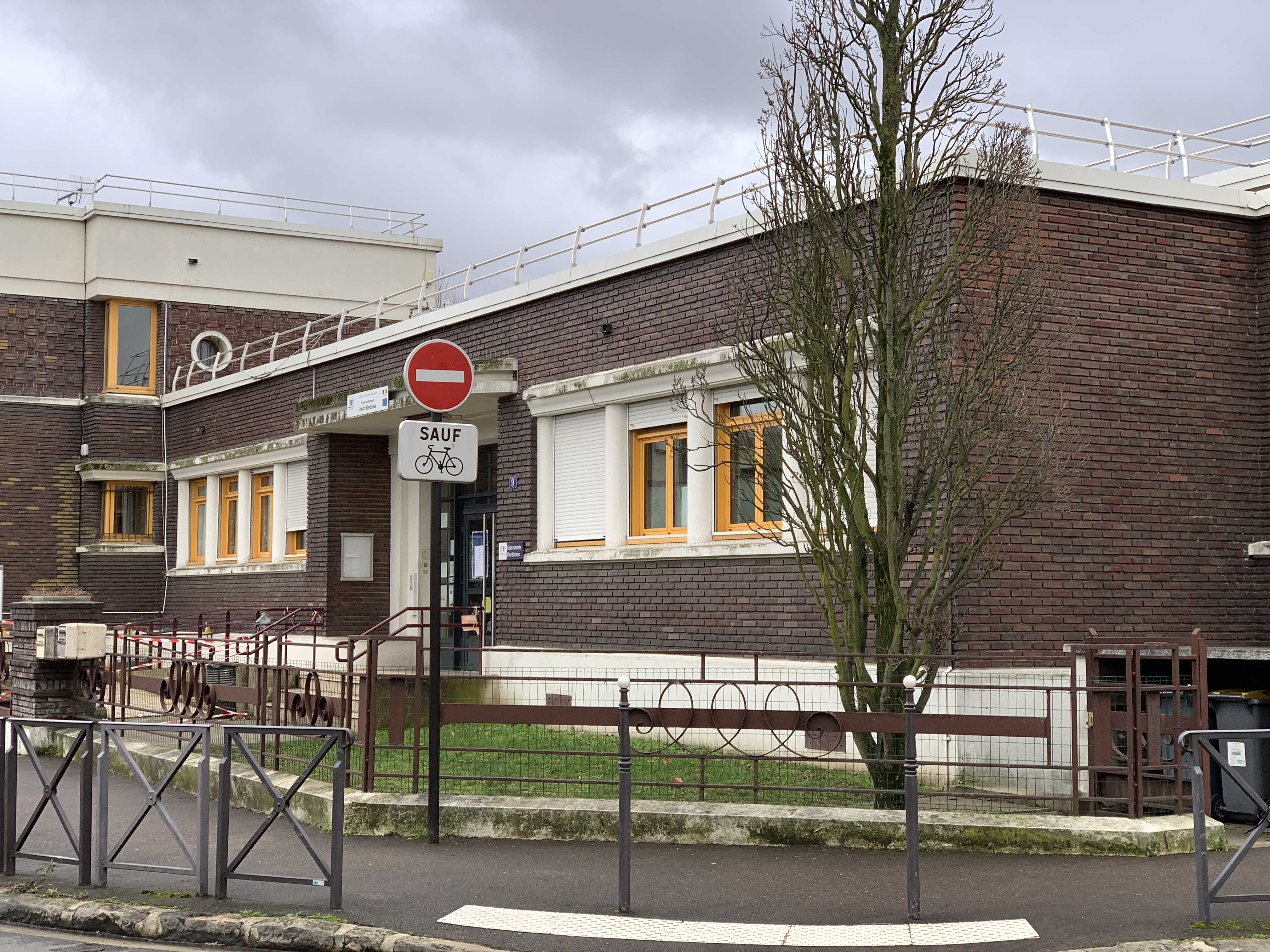
塞纳河畔伊夫里境内的亨利·巴比斯小学

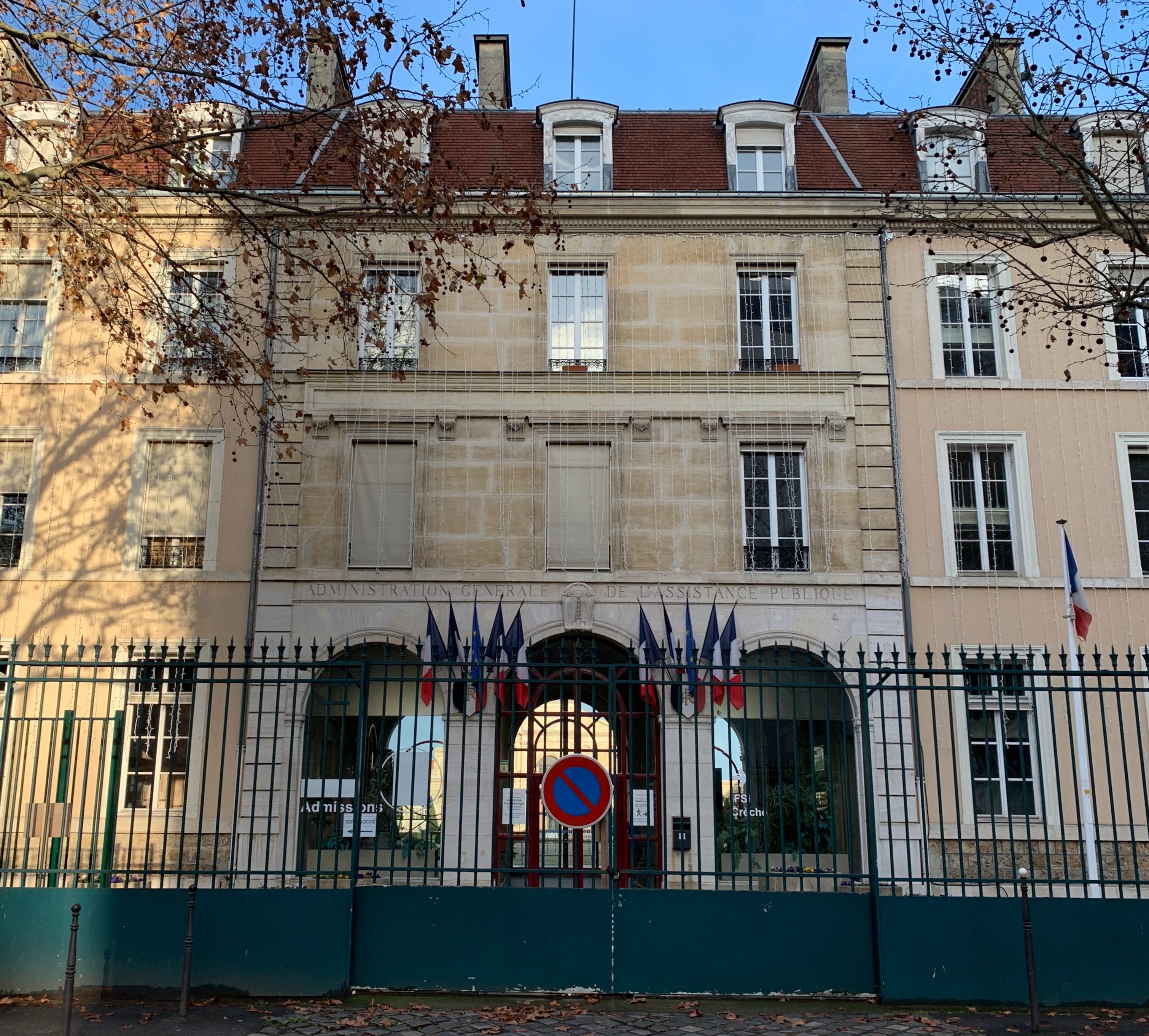
夏尔·富瓦医院

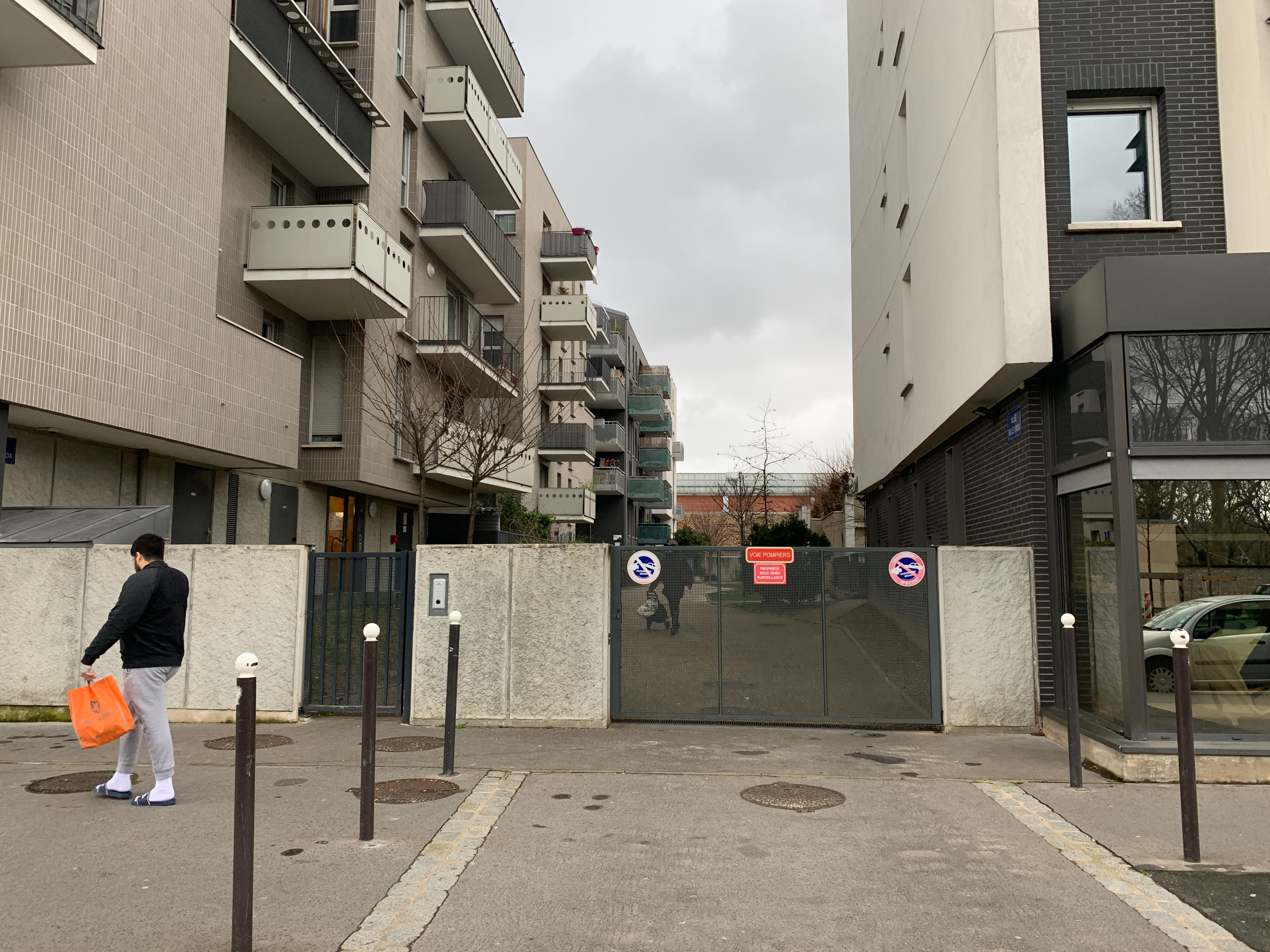
现代居民区

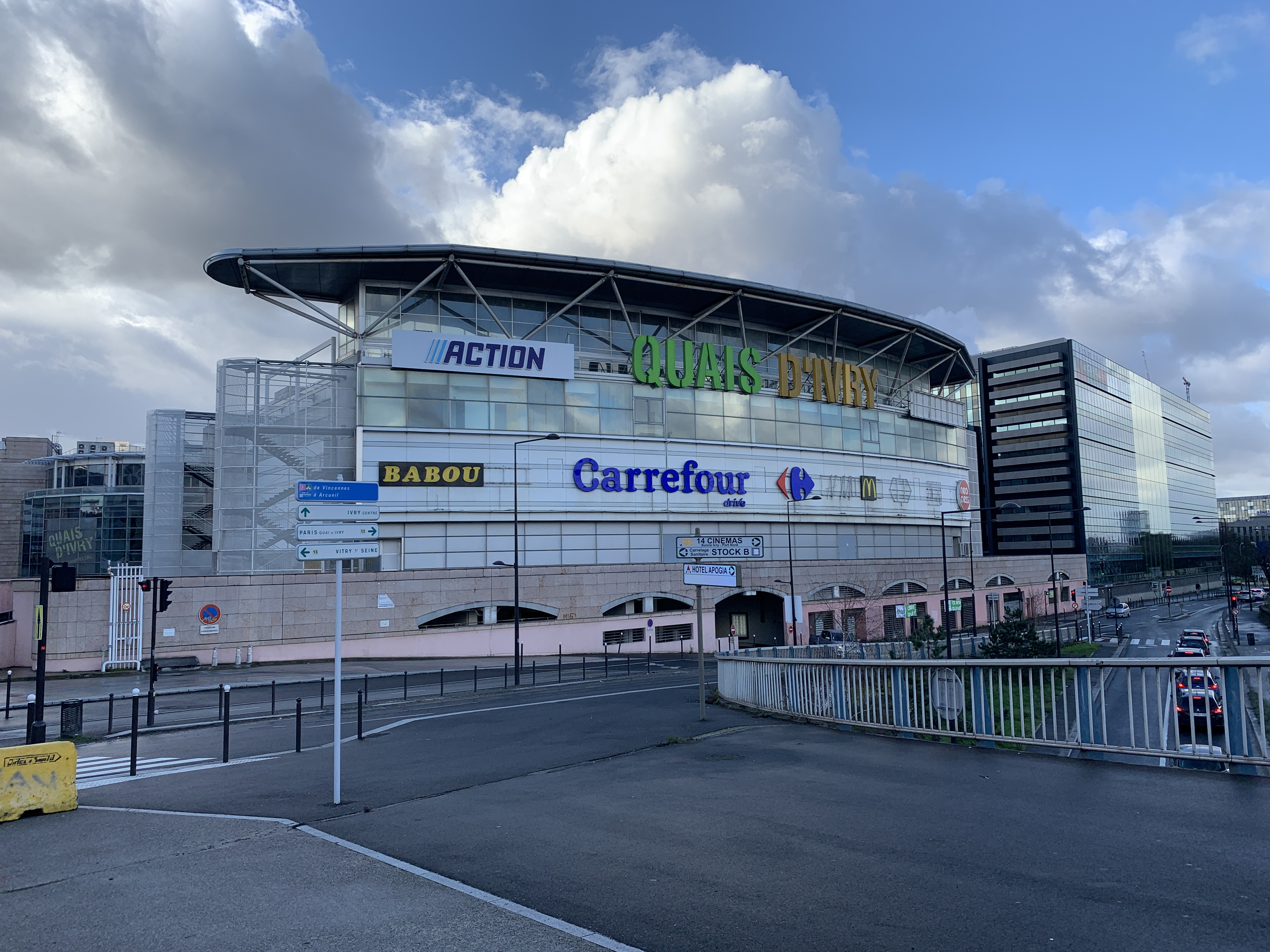
伊夫里河岸商业中心

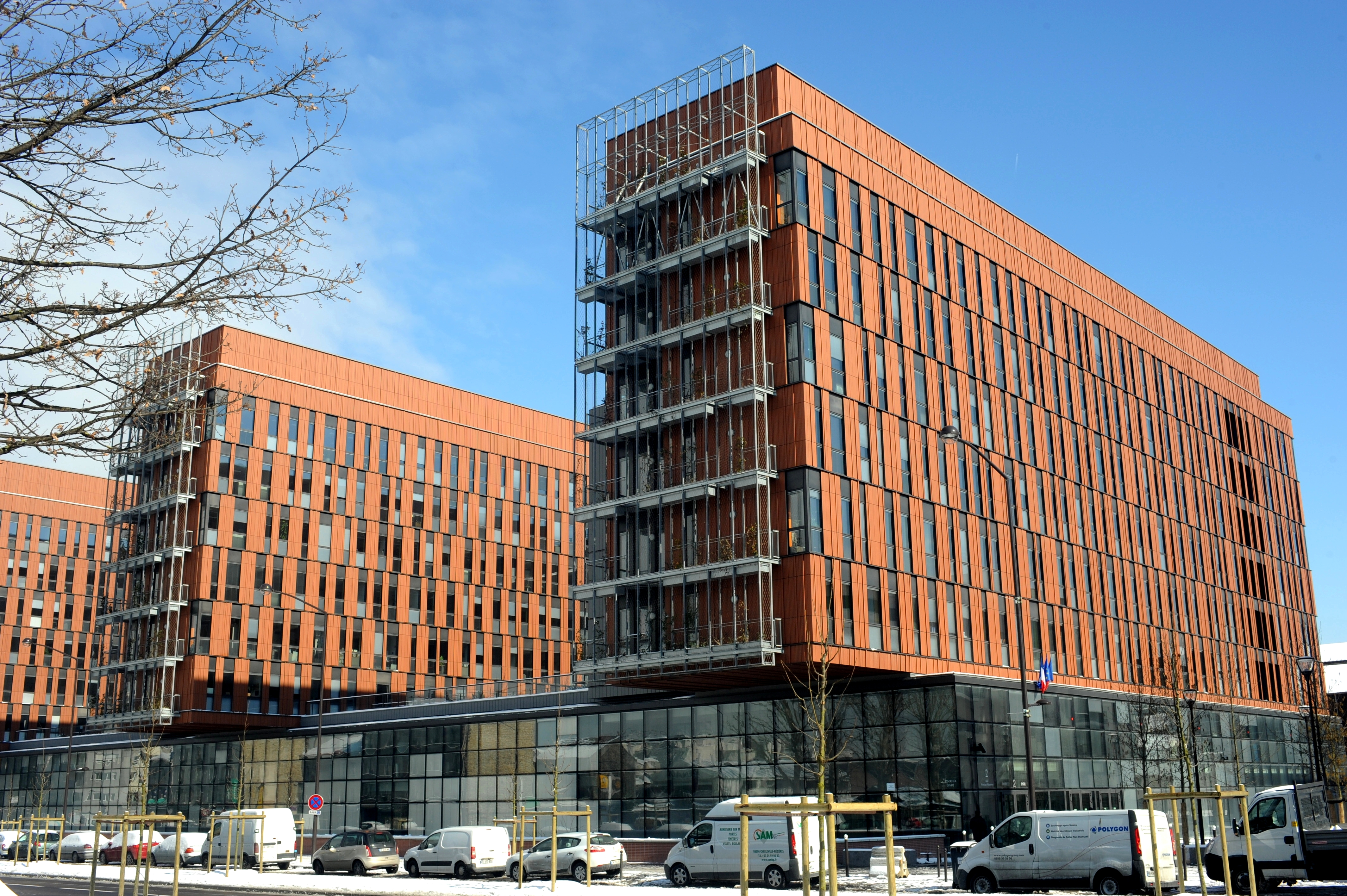
法国国家海关调查局总部大楼

### 教育
塞纳河畔伊夫里属于克雷泰伊学区。截止2019年1月1日，塞纳河畔伊夫里境内共有13所幼儿园、16所小学、5所初级中学、4所普通高中和1所职业高中。 2018至2019学年度，塞纳河畔伊夫里境内共有在校中等教育阶段学生3,248名。
在高等教育方面，塞纳河畔伊夫里境内有多所高等教育机构。
| 塞纳河畔伊夫里境内的主要高等院校 |                |                  |          |                     |
| 学校                             | 法语原名或简称 | 类型             | 成立时间 | 参考资料及备注      |
| 机电特殊大学                     |                | 工程师大学校     | 1958     | [ 社 36 ]           |
| 高等自动化电子信息学校           |                | 工程师大学校     | 1958     | [ 社 37 ]           |
| 高等科学技术学院                 |                | 私立工程师大学校 | 1963     | [ 社 38 ]           |
| 法国欧洲脊骨神经医学院           |                | 医学院           | 1984     | [ 社 39 ] [ 社 40 ] |
| 制图艺术高等职业学校             |                | 非学历制大学校   | 1994     | [ 社 41 ]           |

除此之外，法國國家科學研究中心在塞纳河畔伊夫里境内设有一个城市发展研究中心。夏尔·富瓦医院则是索邦大学以及巴黎第五大学的教学医院。教育工作者工会亦位于塞纳河畔伊夫里。

### 医疗
截止2019年1月1日，塞纳河畔伊夫里境内共有全科医生30名、保健师28名、牙医21名、护士22名、耳科医生1名、眼科医生2名、皮肤科医生1名、助产士2名和儿科医生1名。境内共有药房19家和养老院5家。
塞纳河畔伊夫里是巴黎公共医疗集团的服务范围，后者是法国的一个区域性医疗机构，其下属的夏尔·富瓦医院位于塞纳河畔伊夫里市区，设有床位472个，是当地规模最大的公立综合性医院。

### 住房
2017年，塞纳河畔伊夫里境内共有各类住房30,873套，比上一年增加了965套；根据住房类型，当地6.5%为独立式居民区，87.7%为集中式居民区。常住房屋占塞纳河畔伊夫里市镇范围内居民建筑总量的91.6%。
在住房保障政策方面，2017年，塞纳河畔伊夫里境内共有8,504户家庭获得了住房经济补助，受益人数占总人口数量的13.7%，其中8,346份为房租补助。1923年，塞纳河畔伊夫里政府成立了住房公共管理局（OPH），为当地的低收入群体提供社会保障性住房。截至2021年2月，塞纳河畔伊夫里的社会保障性住房数量占到了总数的43%。此外，当地政府亦为当地的旧房改造及卫生设施改善提供帮助。

### 商业
2019年，塞纳河畔伊夫里境内共有各类实体商铺1,543家，其中餐厅341家、大型超市9家、杂货店58家、面包房47家、肉铺21家、书店8家、装饰品店3家、银行门店21家、美容美发店66家、汽车维修店58家。法国大型连锁购物中心勒克莱尔超市以及文化与电子产品销售商Fnac的总部即位于塞纳河畔伊夫里境内。
位于市区东北部的伊夫里河岸是一个大型集中式商业中心，建于1982年，于2008年进行了大规模的翻新改造。该中心的总面积达八万平方米，入驻有包括家乐福、葉露芝、Marionnaud、GO Sport、布依格、SFR、Orange等商场或店铺，配套有餐饮、健身、汽修、美容等多个服务行业，是塞纳河畔伊夫里乃至整个巴黎东南部重要的商业购物中心之一。

### 环境
塞纳河畔伊夫里的环境事务由其所属的多个部门协调负责。位于塞纳河畔伊夫里境内的伊夫里-巴黎十三区建成于1969年，是巴黎附近一处重要的垃圾综合处理中心，由巴黎生活垃圾处理联合会直接管理。2018年，该中心处理垃圾数量达68.7万吨，产生热量超过101万兆瓦⋅时，发电量则达5.63万兆瓦⋅时，剩余底渣为11.5万吨。塞纳河畔伊夫里市政府则负责当地居民的生活垃圾处理事务，后者在其市镇范围内设有一处固定垃圾收集中心和一辆移动垃圾车，并建立和发放垃圾收集装置，包括垃圾桶和分色垃圾袋。
2019年，塞纳河畔伊夫里境内共有10家污染企业，烃与铅是当地主要的污染源。塞纳河畔伊夫里境内设有一处大气环境监测点，2015年测得的二氧化氮浓度平均值为35µg/m³、二氧化硫浓度平均值为2µg/m³，而其所在的马恩河谷省的省级监测站则测得臭氧浓度和颗粒物的平均值分别为44µg/m³和19µg/m³。距离塞纳河畔伊夫里最近的水环境监测点位于阿尔福维尔附近，该地2014年测得的水体坤化物浓度为0.4µg/L、汞化物浓度为0.01µg/L、硝酸盐浓度为24.9mg/L、磷酸三正丁酯浓度为0.05µg/L。

### 治安
塞纳河畔伊夫里市镇范围内设有一处消防指挥中心和一处民用派出所，距离塞纳河畔伊夫里最近的国家宪兵队位于克雷泰伊境内。此外，法国国家海关调查局总部设于塞纳河畔伊夫里。
2014年，塞纳河畔伊夫里及附近地区共发生各类案件3,804起，其中盗窃类案件2,198起，经济类案件321起，毒品交易类案件297起。

### 通讯媒体
法国主要的媒体均可在塞纳河畔伊夫里接收，法国电视三台下属的法兰西岛大区频道在部分时段播出塞纳河畔伊夫里所属区域的地方新闻。塞纳河畔伊夫里市政府在Facebook、Twitter、YouTube等社交软件均设有官方账号。

## 文化
2019年，塞纳河畔伊夫里境内共有4家剧场和2家电影院。截至2021年2月，塞纳河畔伊夫里境内共有两处公共多媒体中心，全年向公众开放。

### 城市形态

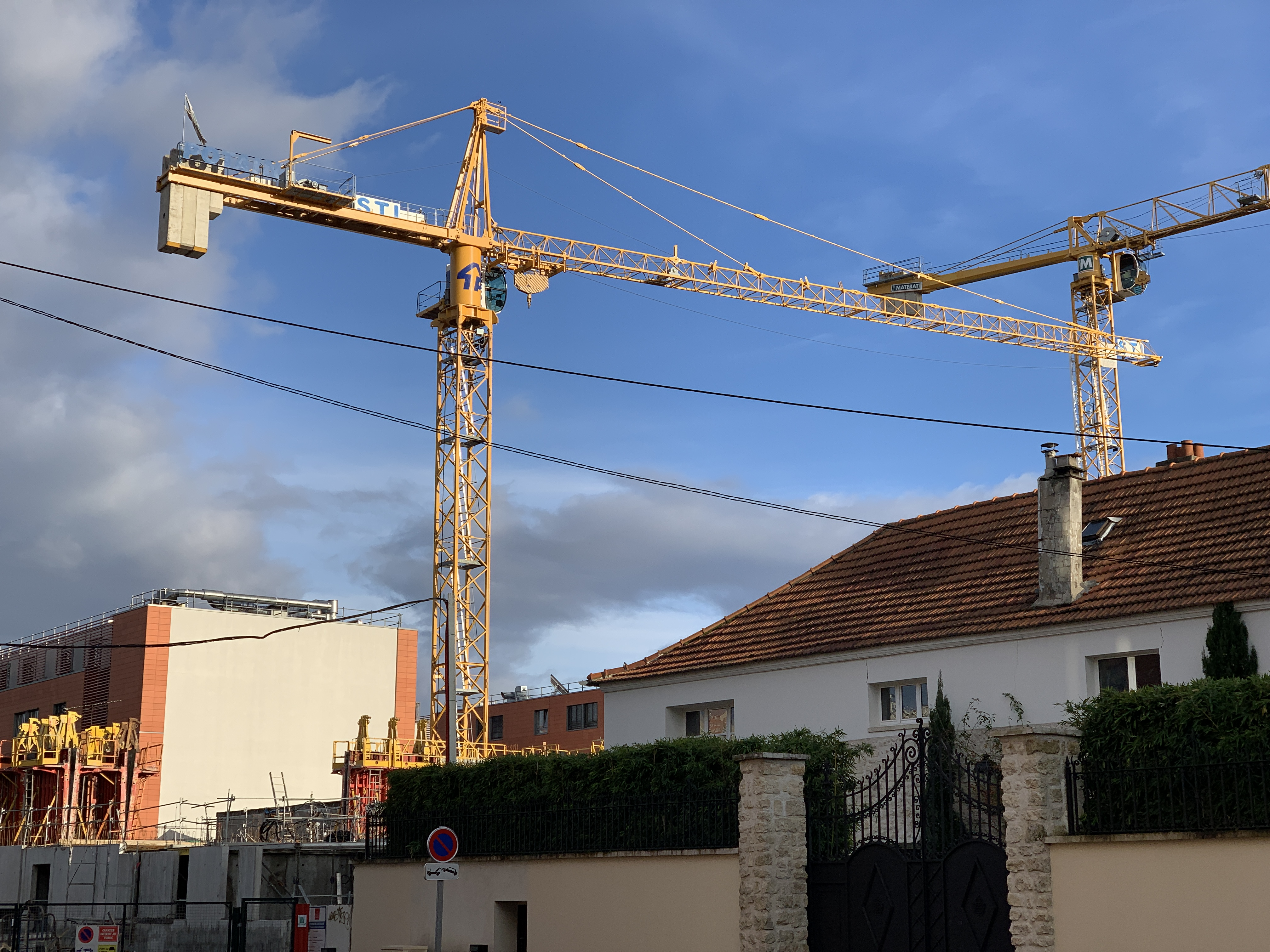
塞纳河畔伊夫里境内的一处建筑工地

塞纳河畔伊夫里位于巴黎盆地腹地，且其整体位于塞纳河干流的左侧，故当地的城市规划较少受到自然条件的约束。在城市建设史上，塞纳河畔伊夫里的大规模发展始于工业革命中后期，彼时，呈西北-东南走向的巴黎－波尔多铁路伊夫里段已经建成，故当地此后修建的大部分街道均大致与之平行或垂直交汇。唯一例外的是勃兰登堡大街（boulevard de Brandebourg），后者自塞纳河畔伊夫里火车站向正东方向笔直延伸，并通过伊夫里大桥跨越塞纳河，连通至阿尔福维尔境内。此外，在20世纪初，塞纳河畔伊夫里的铁路线东西两侧有着明显的差异：东侧靠近塞纳河的部分多为工业区，西侧内陆部分则为居民区；到了20世纪中后期，随着当地工业部门的大量外迁以及各区域间的统筹发展，塞纳河畔伊夫里已无明显的内部差异。截至2021年2月，塞纳河畔伊夫里境内不到2公里的铁路上已建成3处跨线桥和1处人行通道。
塞纳河畔伊夫里的城市规划事务由多个不同级别的部门协调负责，其中由塞纳河畔伊夫里市政府于2019年3月26日通过了当地的城市区域发展规划（PLU），后者在不与法国相关政策冲突的情况下，对其境内的土壤、水文、环境等要素进行了全方位的分析，为当地的土地开发及城市建设提供了重要的规划方向。

### 建筑
塞纳河畔伊夫里境内以现代建筑为主。圣伯多禄圣保禄堂、拉图尔磨坊和野草手工厂旧址被列入法国国家文物保护单位，除此之外，当地的大部分建筑建于20世纪以后。

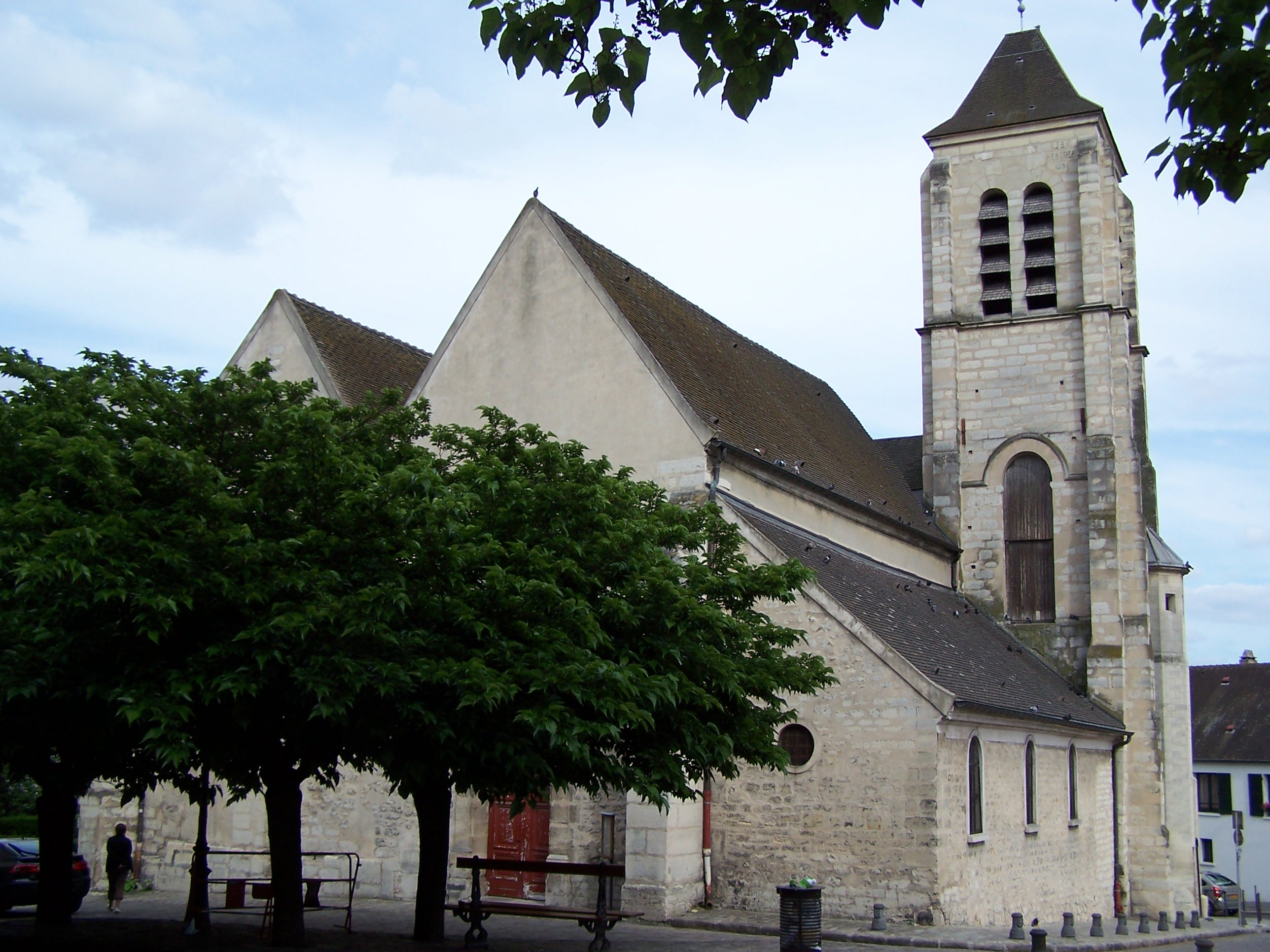
圣伯多禄圣保禄堂
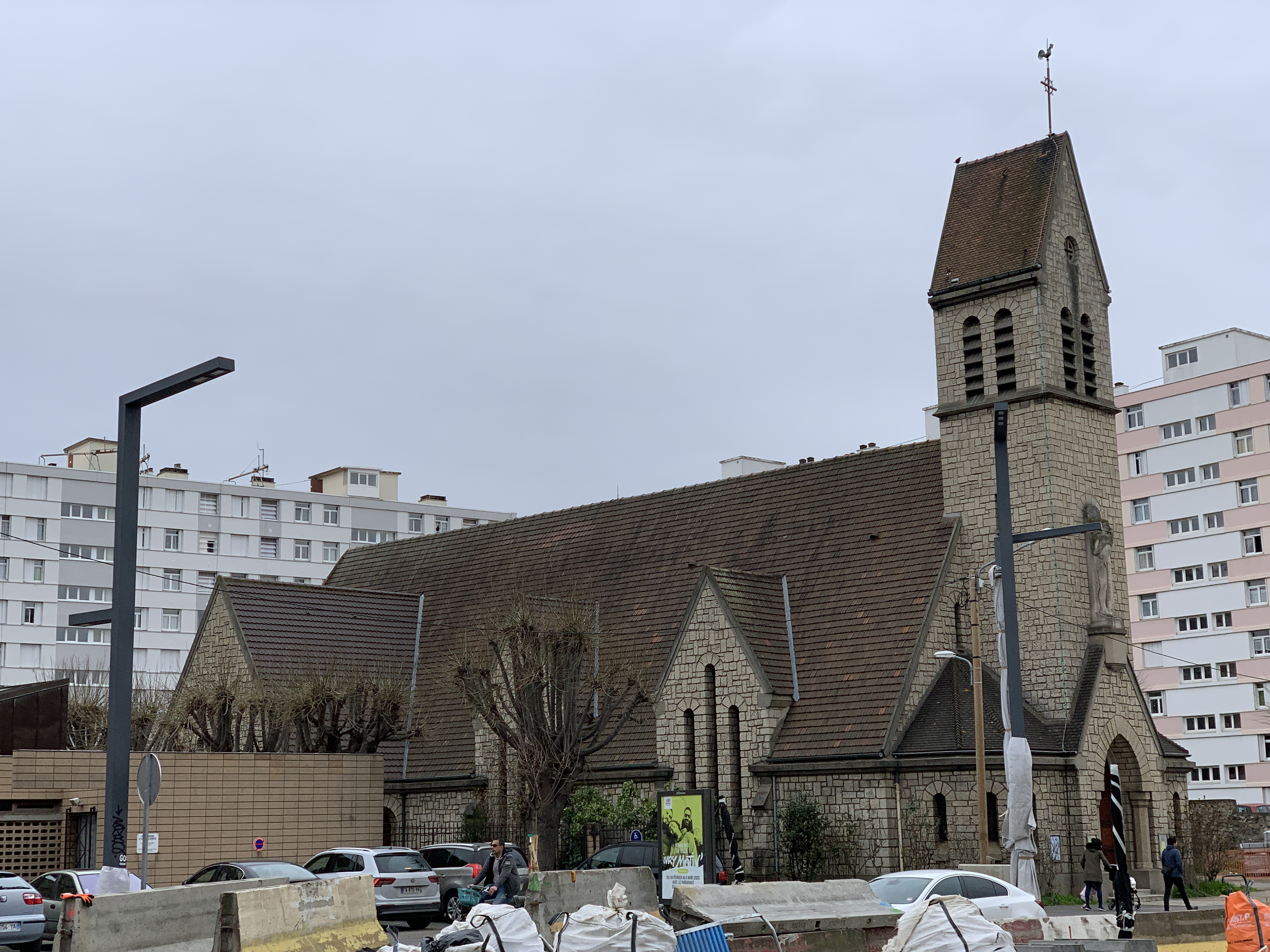
高地圣若翰洗者堂
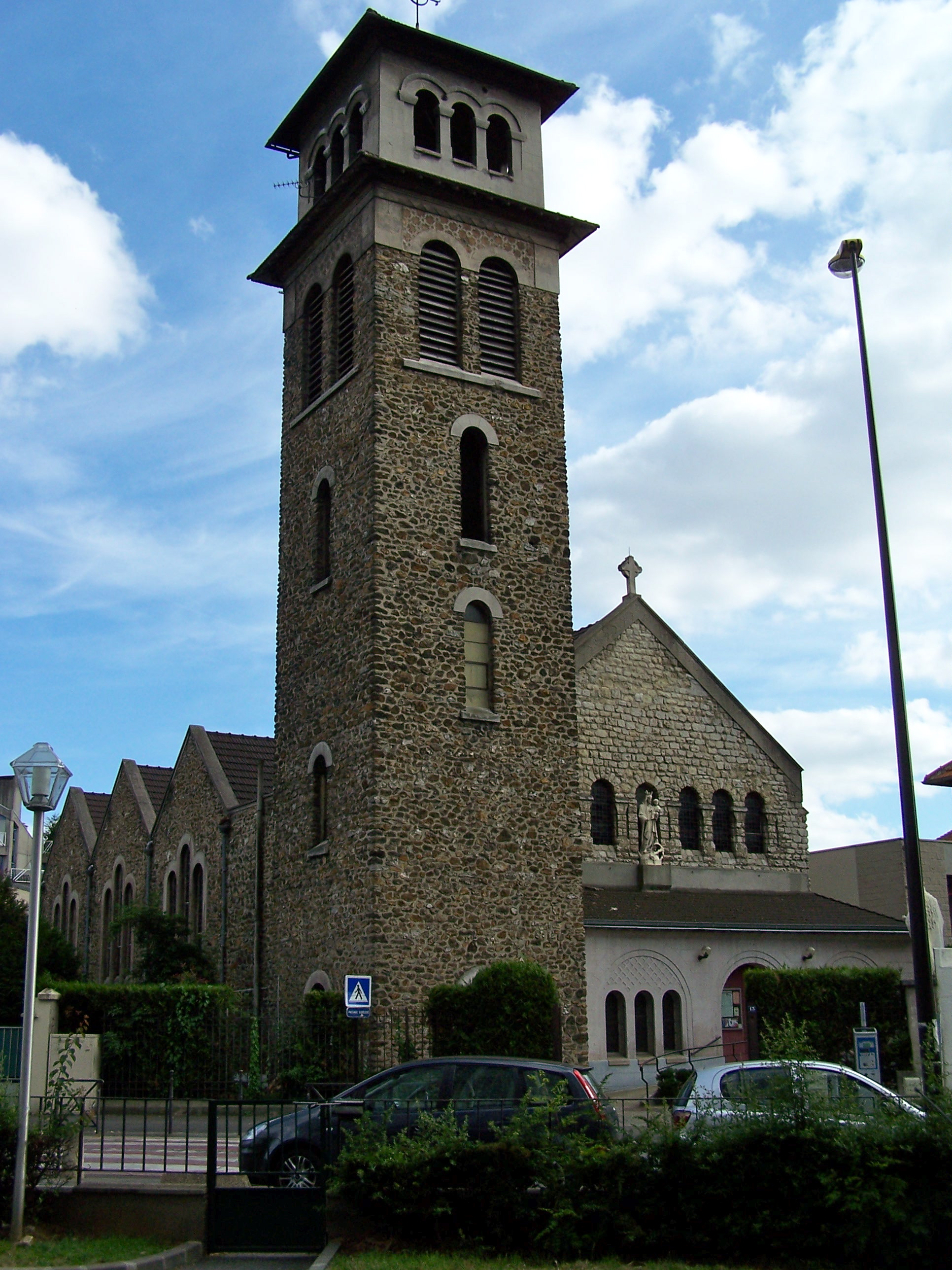
圣母堂
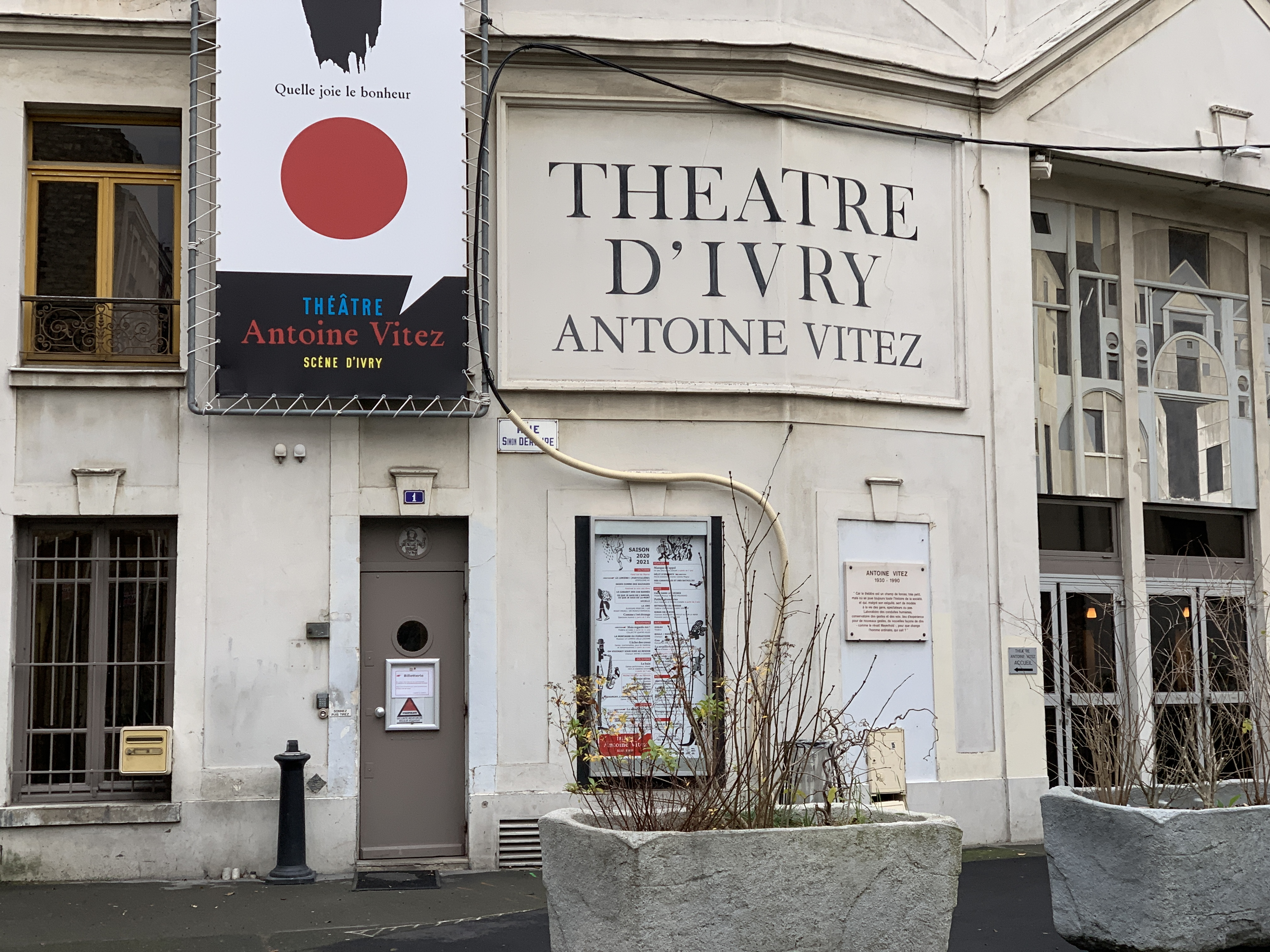
安托万·维泰剧场
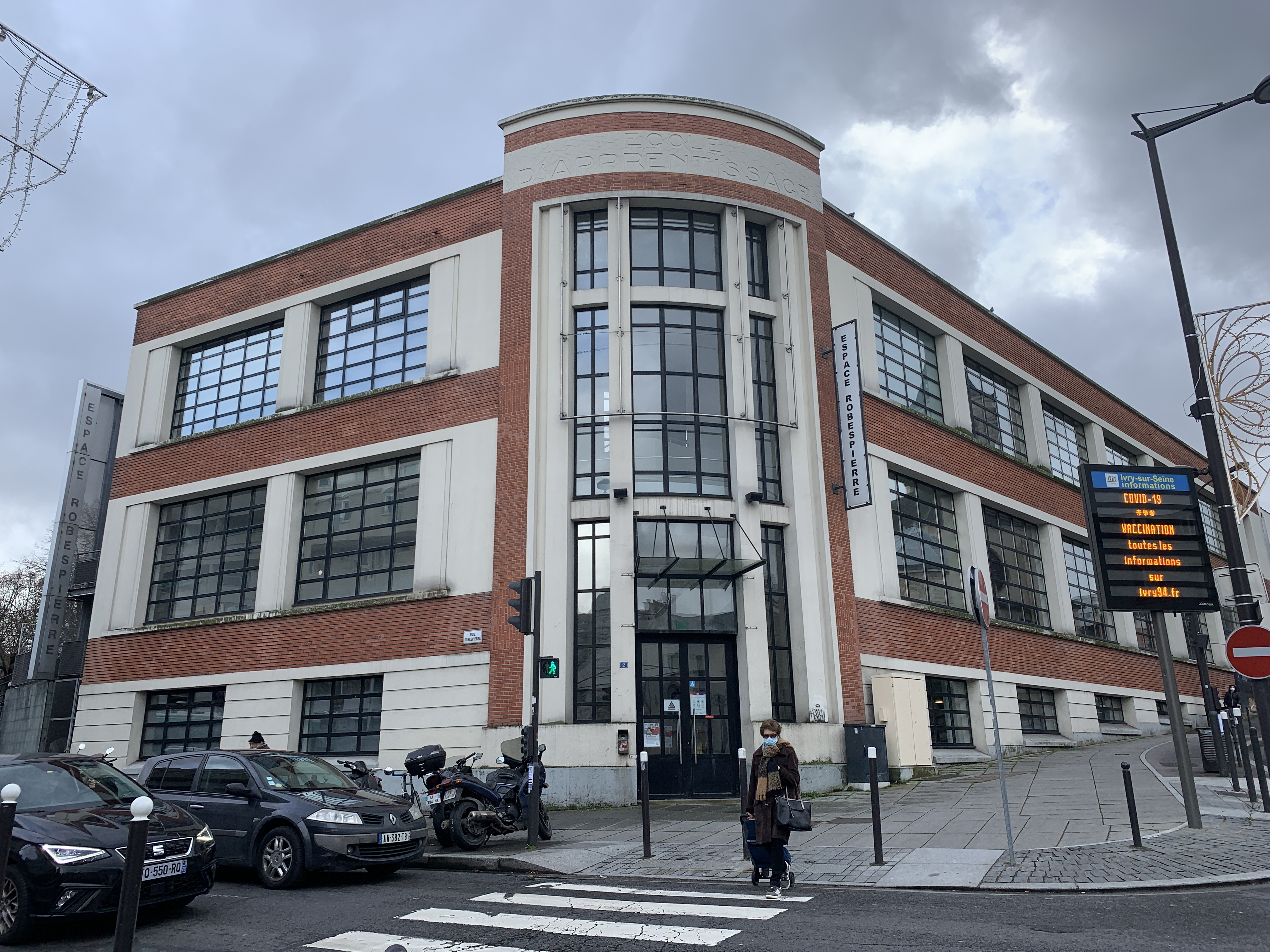
罗伯斯庇尔文化中心
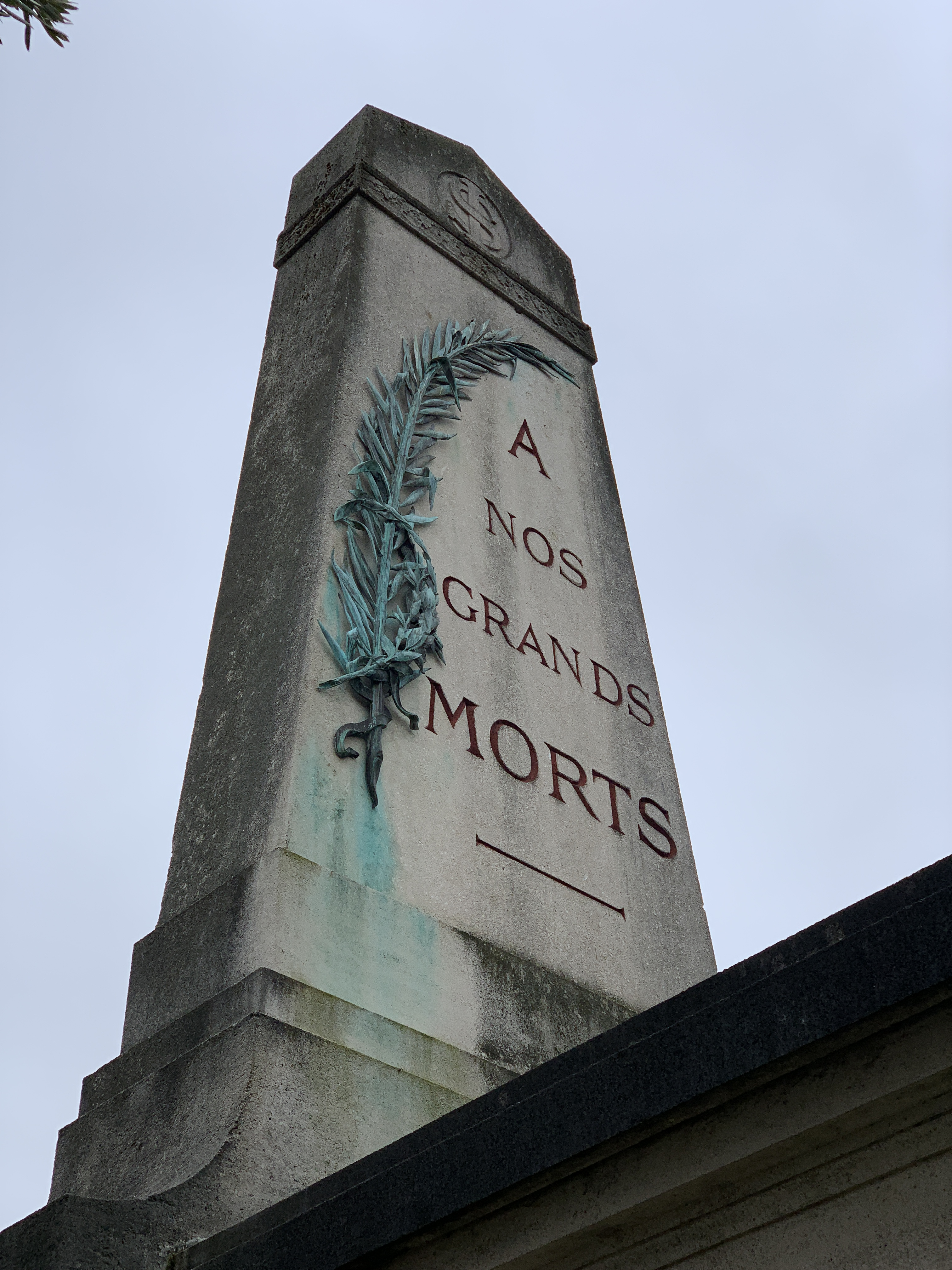
一战烈士公墓
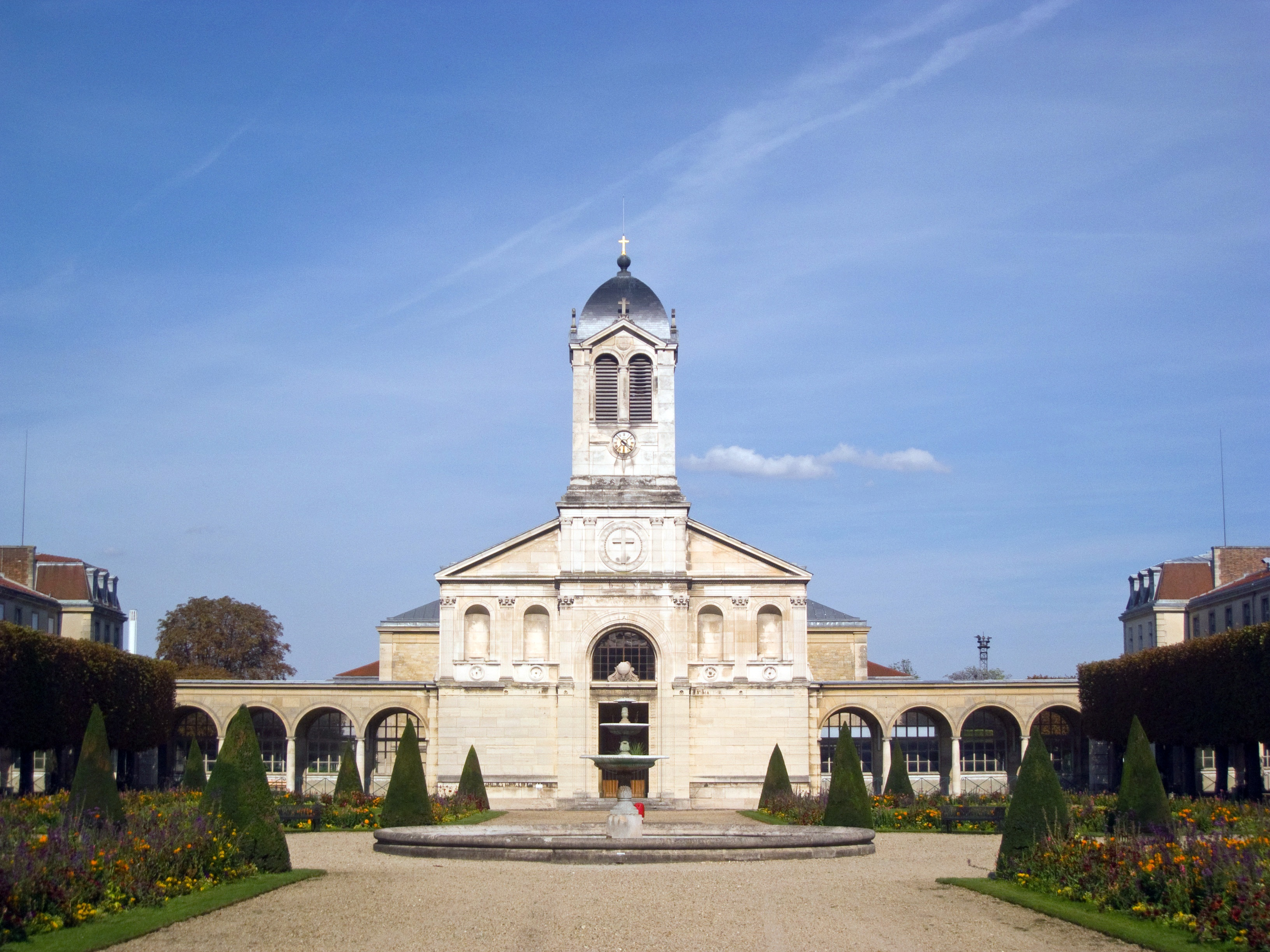
夏尔·富瓦医院（法语：Hôpital Charles-Foix）历史建筑

### 宗教
塞纳河畔伊夫里属于天主教克雷泰伊教区，后者的覆盖范围大致与马恩河谷省重合。截止2021年2月，塞纳河畔伊夫里境内共有四处天主教堂和七名总铎。除此之外，塞纳河畔伊夫里境内还建有基督復臨安息日會及对应的场所，该社团主要由来自克罗地亚及塞尔维亚的移民构成。
在伊斯兰教方面，塞纳河畔伊夫里共有三处穆斯林活动中心。由阿努尔协会（Annour）筹建的“塞纳河畔伊夫里大清真寺”（Grande Mosquée d'Ivry-sur-Seine）位于该市中部，其总面积达4,500平方米，可同时容纳超过2,500名穆斯林，该项目已于2019年启动，预计2022年建成。
除此之外，塞纳河畔伊夫里境内还有两处犹太会堂。

### 旅游

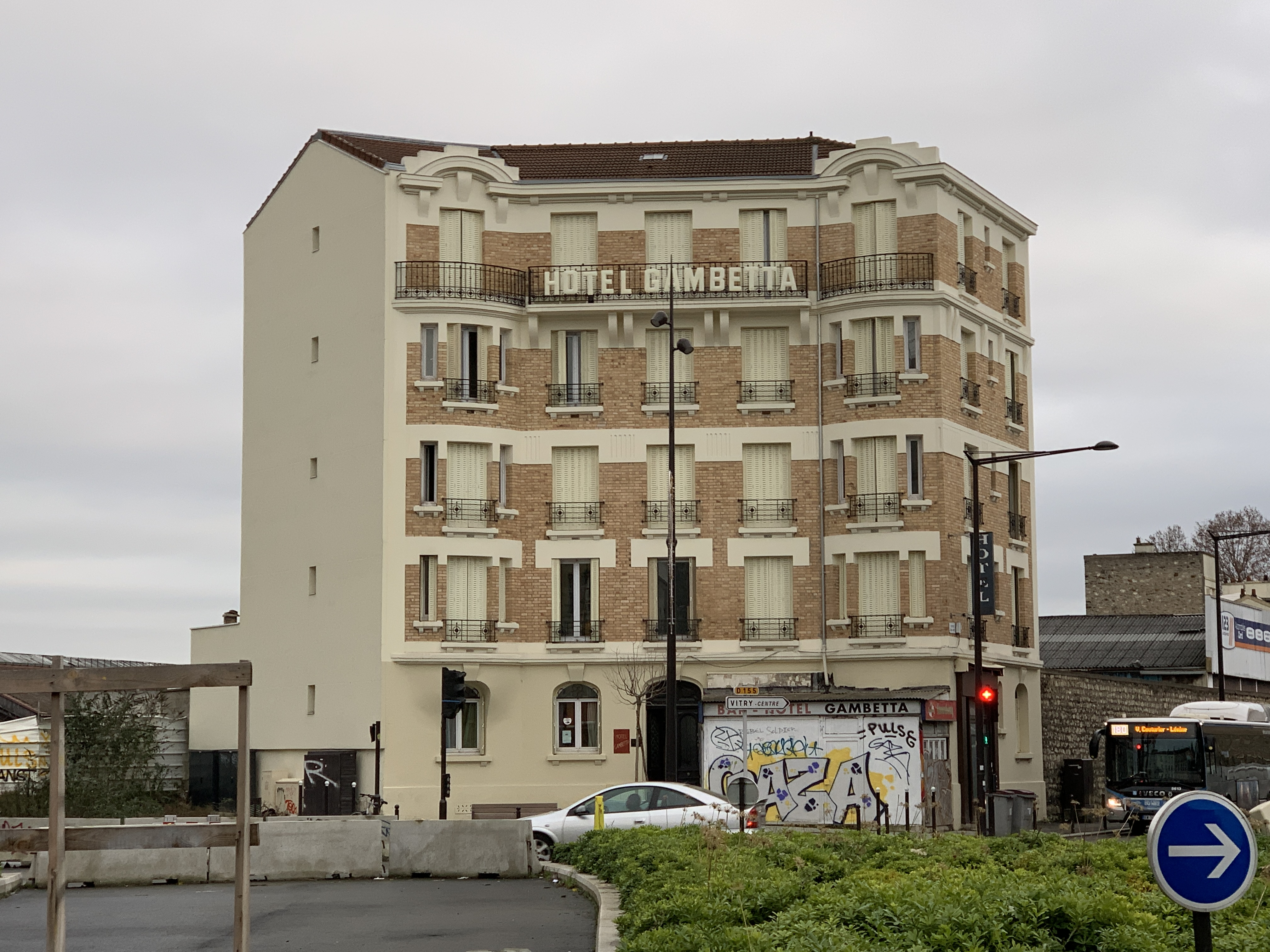
甘必大酒店

塞纳河畔伊夫里的旅游事务由其市政府以及大巴黎都会区共同负责，其市镇范围内的伊夫里巴黎人公墓是当地重要的参观景点，安葬于此的主要人物包括保罗·戈尔古洛夫、马塞尔·珀蒂奥、瑪麗-路易絲·吉羅、阿瑟·阿达莫夫、纳塔莉亚·冈察洛娃等。除此之外，塞纳河畔伊夫里距离文森森林、蒙苏里公园、巴黎植物园以及卢森堡公园的路程均在5公里之内，而巴黎圣母院、卢浮宫、奥赛博物馆以及埃菲尔铁塔亦可通过直达轨道交通前往。
在游客接待设施方面，2020年，塞纳河畔伊夫里境内共有5家宾馆，其中无星、一星、二星、三星和四星级宾馆各一家，合计共有584间房间。

### 体育

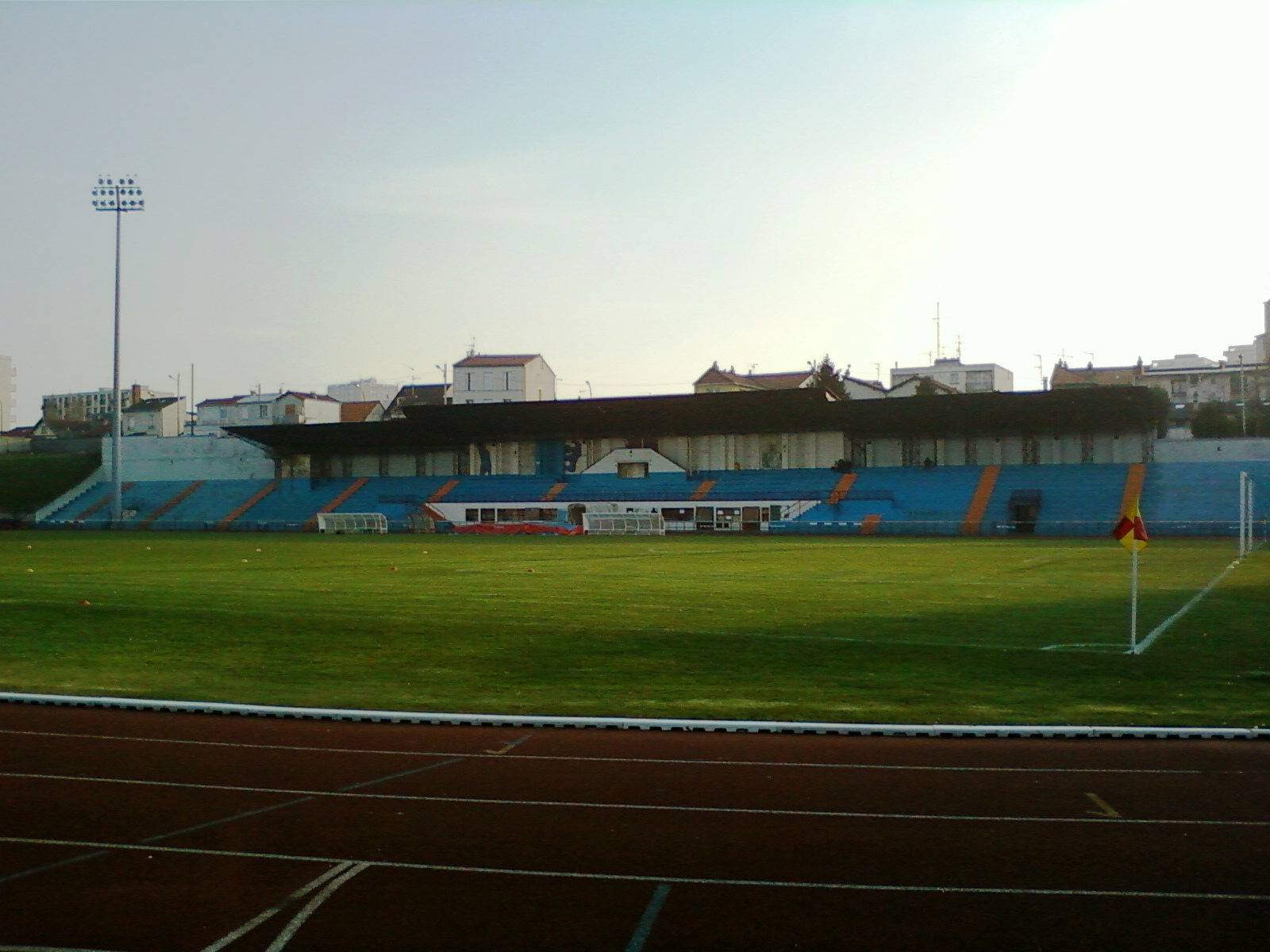
克莱维尔球场

2019年，塞纳河畔伊夫里境内共有2家游泳池、14间体育馆、3座综合体育场、9处网球场、8处足球或橄榄球场以及5处篮球或排球场。塞纳河畔伊夫里政府为当地成年居民提供体育健身卡，持有者可任意使用境内的市政体育场馆及各类健身馆。除此之外，塞纳河畔伊夫里境内有多处公共体育设施，供当地居民免费使用。
在团体运动方面，塞纳河畔伊夫里组织建有市政体育联盟（Union Sportive d’Ivry），后者成立于1919年，截至2021年2月，该联盟共包括42个不同项目的体育团体，总注册人数超过8,500名，其中伊夫里体育联盟足球俱乐部成立于1919年，2020至2021赛季参加法国全国丙组联赛（法戊），其主场“爱德华·克莱维尔球场”（Stade d'Edouard Clerville）可容纳超过两千名观众，是当地规模最大的体育设施之一。除联盟足球俱乐部外，塞纳河畔伊夫里境内还有5支注册足球俱乐部。伊夫里体育联盟手球俱乐部成立于1947年，2020至2021赛季参加法国男子手球甲级联赛，其主场为可以容纳1,500名观众的奥古斯特·德罗纳体育馆。

## 相关人物
法国建筑师皮埃尔·孔唐·迪夫里、画家乔治·莫罗·德图尔、演员勒达·卡特布、手球运动员吕克·阿巴洛、冰球运动员约翰·奥维蒂、足球运动员巴卡里·萨科、塞德里克·巴坎布和索菲安·哈尼出生于塞纳河畔伊夫里。
逝世于此的重要人物包括法国诗人安托南·阿尔托、女权主义者娜塔莉·勒梅尔、化学家雷蒙·多代爾、篮球运动员米歇尔·博纳维、评论家热拉尔·热内特、文学家乔治·佩雷克和艺术家黄永砯。

## 友好城市
截至2021年2月，塞纳河畔伊夫里共与五座城市互为友好城市关系：
- 德国 哈弗尔河畔勃兰登堡
- 阿尔及利亚 廷杜夫
- 英格兰 比肖普奥克兰（法语：Bishop Auckland）
- 迪扬居尔代（法语：Dianguirdé）
- 古巴 拉麗薩

### 文献网站
- INSEE. . insee.fr.   [2021-02-24]. （原始内容存档于2020-12-10） （法语）.
- ville d'Ivry-sur-Seine (编). . ivry94.fr.   [2021-02-24]. （原始内容存档于2020-11-24） （法语）.

### 分类资料
历史类
1. ↑  histo.com. Joseph Garin , 编. . histo.com.   [2021-02-23]. （原始内容存档于2008-12-12） （法语）.
2. ↑  ville d'Ivry-sur-Seine, Un peu d'histoire, En 52 avant Jésus-Christ, durant la guerre des Gaules, le territoire voit s'affronter les troupes de Camulogène, chef de l'armée des Parisii - peuple habitant la région - et celles du général romain Labiénus, un des principaux lieutenants de Jules César. Ce dernier remporte la victoire. （法文）
3. ↑  humanite.fr. Dominique BARI , 编. . humanite.fr. 1993-06-17  [2021-02-23]. （原始内容存档于2020-10-12） （法语）.
4. ↑  L'abbé Reimringer. . Bar-le-Duc: Imprimerie de l'oeuvre de Saint-Paul. 1898: 161p  [2021-02-24]. （原始内容存档于2020-10-08） （法语）.
5. ↑  ville d'Ivry-sur-Seine, Un peu d'histoire, À sa mort, une chapelle abrite ses reliques, objets d'un pèlerinage très suivi jusqu'au milieu du XIXe siècle. （法文）
6. ↑  ville d'Ivry-sur-Seine, Un peu d'histoire, Dès le XIIe siècle, l' église Saint-Pierre-Saint-Paul est édifiée. Remaniée au cours des siècles, elle n'en conserve pas moins aujourd'hui un clocher carré, une travée du XIIIe, des peintures murales du XVIe, une chapelle de 1647 dédiée à la Vierge et une chaire du milieu du XVIIIe. （法文）
7. ↑  ville d'Ivry-sur-Seine, Un peu d'histoire, Ivry est mentionnée pour la première fois dans une charte de Louis IV d'Outremer, en 937. （法文）
8. ↑  ville d'Ivry-sur-Seine, Un peu d'histoire, Propriété du chapitre de Notre-Dame depuis le IXe siècle, la terre d'Ivry appartient à partir du XIIIe siècle à plusieurs seigneurs ecclésiastiques et laïcs qui acquièrent petit à petit les biens des communautés religieuses. （法文）
9. ↑  Joseph Garin. . Librairie Victor Lecoffre, J. Gabalda. 1930: 220–231p. （法语）.
10. ↑  ville d'Ivry-sur-Seine, Un peu d'histoire, Au XVIIe siècle, elle dépend d’un unique seigneur qui est également propriétaire du moulin de la Tour. （法文）
11. ↑  ville d'Ivry-sur-Seine, Un peu d'histoire, À la veille de la Révolution, Ivry compte environ 800 habitants pour la plupart vignerons, carriers et laboureurs rassemblés en confréries. （法文）
12. ↑  ville d'Ivry-sur-Seine, Un peu d'histoire, Le 18 avril 1789, Jean-Baptiste Renoult et Pierre-Jacques Honfroy, députés élus par les habitants portent à l'assemblée de la Prévôté de Paris ce cahier de doléances signé par quatorze Ivryens seulement. （法文）
13. ↑  francegenweb.org. . francegenweb.org.   [2021-02-24]. （原始内容存档于2018-11-26） （法语）.
14. ↑  ville d'Ivry-sur-Seine, Un peu d'histoire, De village agricole, Ivry se transforme au cours du XIXe siècle en une ville industrielle. （法文）
15. ↑  Renaud Gagneux et Denis Prouvost. Éditions Parigramme / Compagnie parisienne du livre , 编. . Paris. 2004. ISBN 2-84096-322-1 （法语）.
16. ↑  Misitère de Culture. . pop.culture.gouv.fr.   [2021-02-24]. （原始内容存档于2019-05-05） （法语）.
17. ↑  ville d'Ivry-sur-Seine, Un peu d'histoire, Une maison de santé est transférée de Paris à Ivry en 1828 sur l'ancienne propriété des Miramionnes. Elle est dirigée par l'aliéniste Esquirol. （法文）
18. ↑  ville d'Ivry-sur-Seine, Un peu d'histoire, Un des premiers cimetières parisiens de banlieue est créé en 1861. （法文）
19. ↑  ville d'Ivry-sur-Seine, Un peu d'histoire, La Seine, la route Paris-Bâle, puis la voie ferrée favorisent l'implantation d'usines. Des chantiers de bois s'installent le long de la Seine. Une verrerie se fixe dans le quartier de la Gare bientôt suivie par des tuileries, distilleries, brasseries, usines de caoutchouc, entrepôts. （法文）
20. ↑  vivreparis.fr. . vivreparis.fr. 2020-09-03  [2021-02-24]. （原始内容存档于2021-08-12） （法语）.
21. ↑  cabinetdecuriosites.ivry94.fr. . cabinetdecuriosites.ivry94.fr.   [2021-02-24]. （原始内容存档于2020-10-11） （法语）.
22. ↑  franceculture.fr. . franceculture.fr. 2020-07-07  [2021-02-24]. （原始内容存档于2020-08-31） （法语）.
23. ↑  ville d'Ivry-sur-Seine, Un peu d'histoire, En décembre 1919, Léon Bourdeau, petit industriel, est élu maire à la tête d'un conseil municipal composite comprenant dix membres de la SFIO (Section française de l'Internationale ouvrière). C'est un mandat charnière, pendant lequel se développe l'activité de la jeune section communiste. （法文）
24. ↑  Jacques Girault. . Paris: Publication de la Sorbonne. 2002: 530p. ISBN 9782859444464 （法语）.
25. ↑  cabinetdecuriosites.ivry94.fr. . cabinetdecuriosites.ivry94.fr.   [2021-02-24]. （原始内容存档于2020-05-14） （法语）.
26. ↑  cabinetdecuriosites.ivry94.fr. . cabinetdecuriosites.ivry94.fr.   [2021-02-24]. （原始内容存档于2020-05-14） （法语）.
27. ↑  sadev94.fr. . sadev94.fr.   [2021-02-24]. （原始内容存档于2021-03-02） （法语）.
28. ↑  . 94.citoyens.com. 2017-02-02  [2021-09-14]. （原始内容存档于2021-09-14） （法语）.

地理类
1. ↑  BRGM (编). . brgm.fr.   [2021-02-26]. （原始内容存档于2021-02-19） （法语）.
2. ↑  . infoclimat.fr.   [2021-02-23]. （原始内容存档于2021-02-28） （法语）.
3. ↑  insee.fr. . insee.fr.   [2021-09-08]. （原始内容存档于2021-06-07） （法语）.
4. ↑  insee.fr. . insee.fr.   [2021-09-08]. （原始内容存档于2021-07-13） （法语）.
5. ↑  insee.fr. . insee.fr.   [2021-09-08]. （原始内容存档于2021-06-07） （法语）.
6. ↑  insee.fr. . insee.fr.   [2021-02-23]. （原始内容存档于2018-07-24） （法语）.
7. ↑  insee.fr. . insee.fr.   [2021-02-04]. （原始内容存档于2019-04-30） （法语）.
8. ↑  insee.fr. . insee.fr.   [2021-01-04]. （原始内容存档于2018-07-24） （法语）.
9. ↑  insee.fr. . insee.fr.   [2021-02-23]. （原始内容存档于2020-11-10） （法语）.
10. ↑  insee.fr. . insee.fr.   [2021-02-23]. （原始内容存档于2020-11-15） （法语）.
11. ↑  sig.ville.gouv.fr. . sig.ville.gouv.fr.   [2021-02-23]. （原始内容存档于2021-08-12） （法语）.
12. ↑  Transilien. . transilien.com.   [2021-02-23]. （原始内容存档于2021-03-23） （法语）.
13. ↑  20 Minutes. . 20minutes.fr. 2021-04-10  [2021-04-11]. （原始内容存档于2021-05-31） （法语）.
14. ↑  Île de France Mobilité. . iledefrance-mobilites.fr.   [2021-02-23]. （原始内容存档于2020-09-25） （法语）.
15. ↑  ratp.fr. . ratp.fr. 2021-01-06  [2021-02-26]. （原始内容存档于2020-12-01） （法语）.

社科类
1. ↑  .   [2012-01-30]. （原始内容存档于2012-01-08）.
2. ↑  collectivites-locales.gouv.fr. . collectivites-locales.gouv.fr.   [2021-02-23]. （原始内容存档于2017-08-03） （法语）.
3. ↑  ivry94.fr. . ivry94.fr.   [2021-02-23]. （原始内容存档于2020-11-29） （法语）.
4. ↑  ivry94.fr. . ivry94.fr.   [2021-02-23]. （原始内容存档于2021-11-18） （法语）.
5. ↑  ivry-sur-seine.e-habitants.com. . ivry-sur-seine.e-habitants.com.   [2021-02-23]. （原始内容存档于2021-06-15） （法语）.
6. ↑  leparisien.fr. . leparisien.fr. 2012-05-02  [2021-02-23]. （原始内容存档于2022-01-02） （法语）.
7. ↑  Ministère de l'Intérieur (编). . interieur.gouv.fr. 2019-05-26  [2021-02-25]. （原始内容存档于2021-08-12） （法语）.
8. ↑  Ministère de l'Intérieur (编). . interieur.gouv.fr. 2019-05-26  [2021-02-25]. （原始内容存档于2021-08-12） （法语）.
9. ↑  Ministère de l'Intérieur (编). . interieur.gouv.fr.   [2021-02-25]. （原始内容存档于2021-08-12） （法语）.
10. ↑  Ministère de l'Intérieur (编). . interieur.gouv.fr.   [2021-02-25]. （原始内容存档于2021-01-29） （法语）.
11. ↑  insee.fr. . insee.fr.   [2021-09-14]. （原始内容存档于2021-05-01） （法语）.
12. ↑  Commune de Ivry-sur-seine (94041) - commune actuelle（法文）
13. ↑  pole-emploi.fr (编). . pole-emploi.fr.   [2021-02-25]. （原始内容存档于2022-03-02） （法语）.
14. ↑  INSEE, Dossier complet - Commune d'Ivry-sur-Seine (94041), EMP T7 - Emplois par catégorie socioprofessionnelle en 2017 （法文）
15. ↑  INSEE, Dossier complet - Commune d'Ivry-sur-Seine (94041), RES T1 - Établissements actifs employeurs par secteur d'activité agrégé et taille fin 2017 （法文）
16. ↑  INSEE, Dossier complet - Commune d'Ivry-sur-Seine (94041), RES T2 - Postes salariés par secteur d'activité agrégé et taille d'établissement fin 2017 （法文）
17. ↑  Manageo (编). . manageo.fr.   [2021-02-23]. （原始内容存档于2021-08-12） （法语）.
18. ↑  Le Figaro (编). . entreprises.lefigaro.fr.   [2021-02-23]. （原始内容存档于2020-09-18） （法语）.
19. ↑  Le Figaro (编). . entreprises.lefigaro.fr.   [2021-02-25]. （原始内容存档于2021-08-12） （法语）.
20. ↑  societe.com (编). . societe.com.   [2021-02-25]. （原始内容存档于2013-03-24） （法语）.
21. ↑  Le Figaro (编). . entreprises.lefigaro.fr.   [2021-02-25]. （原始内容存档于2019-04-18） （法语）.
22. ↑  Le Figaro (编). . entreprises.lefigaro.fr.   [2021-02-25]. （原始内容存档于2021-08-12） （法语）.
23. ↑  Le Figaro (编). . entreprises.lefigaro.fr.   [2021-02-25]. （原始内容存档于2021-08-12） （法语）.
24. ↑  Le Figaro (编). . entreprises.lefigaro.fr.   [2021-02-25]. （原始内容存档于2021-08-12） （法语）.
25. ↑  societe.com (编). . societe.com.   [2021-02-25]. （原始内容存档于2014-03-15） （法语）.
26. ↑  Le Figaro (编). . entreprises.lefigaro.fr.   [2021-02-25]. （原始内容存档于2021-08-12） （法语）.
27. ↑  societe.com (编). . societe.com.   [2021-02-25]. （原始内容存档于2021-08-12） （法语）.
28. ↑  Le Figaro (编). . entreprises.lefigaro.fr.   [2021-02-25]. （原始内容存档于2020-10-30） （法语）.
29. ↑  JDN (编). . journaldunet.fr.   [2021-09-14]. （原始内容存档于2021-08-12） （法语）.
30. ↑  Ministère de la Cohésion des territoires et des Relations avec les collectivités territoriales (编). . cohesion-territoires.gouv.fr.   [2021-09-14]. （原始内容存档于2021-11-22） （法语）.
31. ↑  JDN (编). . journaldunet.fr.   [2021-09-14]. （原始内容存档于2019-12-30） （法语）.
32. ↑  JDN (编). . journaldunet.fr.   [2021-09-14]. （原始内容存档于2019-08-29） （法语）.
33. ↑  ac-creteil.fr. . ac-creteil.fr.   [2021-02-23]. （原始内容存档于2020-11-07） （法语）.
34. ↑  . linternaute.com.   [2021-02-23]. （原始内容存档于2019-08-19） （法语）.
35. ↑  . villedata.fr.   [2021-02-23]. （原始内容存档于2021-08-12） （法语）.
36. ↑  l'étudiant (编). . letudiant.fr.   [2021-02-25]. （原始内容存档于2021-01-16） （法语）.
37. ↑  esiea.fr (编). . esiea.fr.   [2021-02-25]. （原始内容存档于2021-01-18） （法语）.
38. ↑  l'étudiant (编). . letudiant.fr.   [2021-02-25]. （原始内容存档于2020-11-02） （法语）.
39. ↑  IFEC (编). . ifec.net.   [2021-02-25]. （原始内容存档于2021-01-16） （法语）.
40. ↑  l'étudiant (编). . letudiant.fr.   [2021-02-25]. （原始内容存档于2021-01-17） （法语）.
41. ↑  l'étudiant (编). . letudiant.fr.   [2021-02-25]. （原始内容存档于2021-01-16） （法语）.
42. ↑  . ehess.fr.   [2021-02-25]. （原始内容存档于2021-08-12） （法语）.
43. ↑  FHF. . etablissements.fhf.fr.   [2021-02-23]. （原始内容存档于2013-06-03） （法语）.
44. ↑  FHF. . etablissements.fhf.fr.   [2021-02-23]. （原始内容存档于2021-08-12） （法语）.
45. ↑  . linternaute.com.   [2021-02-23]. （原始内容存档于2019-08-16） （法语）.
46. ↑  OPH d'Ivry-sur-Seine (编). . oph-ivry.fr.   [2021-02-25]. （原始内容存档于2021-01-17） （法语）.
47. ↑  ville d'Ivry-sur-Seine (编). . ivry94.fr.   [2021-02-25]. （原始内容存档于2020-10-27） （法语）.
48. ↑  . linternaute.com.   [2021-02-23]. （原始内容存档于2019-08-20） （法语）.
49. ↑  . tourisme-valdemarne.com.   [2021-02-25]. （原始内容存档于2021-01-16） （法语）.
50. ↑  . syctom-paris.fr.   [2021-02-25]. （原始内容存档于2020-11-01） （法语）.
51. ↑  ville d'Ivry-sur-Seine (编). . ivry94.fr.   [2021-02-25]. （原始内容存档于2020-11-29） （法语）.
52. ↑  . linternaute.com.   [2021-02-25]. （原始内容存档于2021-08-12） （法语）.
53. ↑  . linternaute.com.   [2021-02-25]. （原始内容存档于2015-09-07） （法语）.
54. ↑  . linternaute.com.   [2021-02-05]. （原始内容存档于2021-08-12） （法语）.
55. ↑  . ivry94.fr.   [2021-02-25]. （原始内容存档于2021-08-12） （法语）.
56. ↑  . lannuaire.service-public.fr.   [2021-02-25]. （原始内容存档于2021-08-12） （法语）.
57. ↑  demarchesadministratives.fr. . demarchesadministratives.fr.   [2021-02-25]. （原始内容存档于2021-08-12） （法语）.
58. ↑  douane.gouv.fr. . douane.gouv.fr.   [2021-02-26]. （原始内容存档于2021-01-17） （法语）.
59. ↑  . linternaute.com.   [2021-02-23]. （原始内容存档于2019-12-27） （法语）.
60. ↑  Médiathèques d'Ivry-sur-Seine (编). . mediatheque.ivry94.fr.   [2021-02-25]. （原始内容存档于2020-10-30） （法语）.
61. ↑  plu-cadastre.fr (编). . plu-cadastre.fr.   [2021-02-25]. （原始内容存档于2021-08-12） （法语）.
62. ↑  ville d'Ivry-sur-Seine (编). . ivry94.fr.   [2021-02-25]. （原始内容存档于2020-11-24） （法语）.
63. ↑  ville d'Ivry-sur-Seine (编). . ivry94.fr.   [2021-02-26]. （原始内容存档于2020-11-29） （法语）.
64. ↑  ville d'Ivry-sur-Seine (编). . ivry94.fr.   [2021-02-26]. （原始内容存档于2020-11-29） （法语）. Chacun doit pouvoir pratiquer le sport de son choix, quels que soient son âge, ses capacités ou ses revenus. Dans cet esprit, Ivry soutient le sport de loisir comme celui de haut niveau.
65. ↑  sportenfrance.fr (编). . sportenfrance.fr.   [2021-02-23]. （原始内容存档于2021-08-12） （法语）.

文化类
1. ↑  France 3 Île-de-France (编). . france3-regions.francetvinfo.fr.   [2021-02-23] （法语）.[]
2. ↑  Misitère de Culture. . pop.culture.gouv.fr.   [2021-02-23]. （原始内容存档于2019-05-05） （法语）.
3. ↑  Misitère de Culture. . pop.culture.gouv.fr.   [2021-02-23]. （原始内容存档于2019-05-04） （法语）.
4. ↑  Misitère de Culture. . pop.culture.gouv.fr.   [2021-02-23]. （原始内容存档于2019-05-05） （法语）.
5. ↑  ivry-eglise.catholique.fr (编). . ivry-eglise.catholique.fr.   [2021-02-25]. （原始内容存档于2020-09-04） （法语）.
6. ↑  catholiques-val-de-marne.cef.fr (编). . catholiques-val-de-marne.cef.fr.   [2021-02-25]. （原始内容存档于2020-09-26） （法语）.
7. ↑  ivry-eglise.catholique.fr (编). . ivry-eglise.catholique.fr.   [2021-02-25]. （原始内容存档于2020-08-22） （法语）.
8. ↑  Misitère de Culture. . pop.culture.gouv.fr.   [2021-02-25] （法语）.[]
9. ↑  patrimoine-religieux.fr. . patrimoine-religieux.fr.   [2021-02-25] （法语）.[]
10. ↑  lamosqueeducoin.com. . lamosqueeducoin.com.   [2021-02-25]. （原始内容存档于2020-10-24） （法语）.
11. ↑  leparisien.fr. . leparisien.fr. 2019-04-03  [2021-02-25]. （原始内容存档于2020-12-12） （法语）.
12. ↑  alloj.com. . alloj.com.   [2021-02-25]. （原始内容存档于2020-09-23） （法语）.
13. ↑  ville de Paris. . paris.fr. 2021-02-25  [2021-02-25]. （原始内容存档于2020-12-01） （法语）.
14. ↑  ville d'Ivry-sur-Seine (编). . ivry94.fr.   [2021-02-26]. （原始内容存档于2020-11-24） （法语）.
15. ↑  FÉDÉRATION FRANÇAISE DE FOOTBALL - LIGUE DE PARIS ILE-DE-FRANCE (编). . paris-idf.fff.fr.   [2021-02-23]. （原始内容存档于2021-08-12） （法语）.
16. ↑  FÉDÉRATION FRANÇAISE DE FOOTBALL - LIGUE DE PARIS ILE-DE-FRANCE (编). . paris-idf.fff.fr.   [2021-02-23] （法语）.
17. ↑  Lidl StarLigue (编). . lnh.fr.   [2021-02-26]. （原始内容存档于2020-12-03） （法语）.
18. ↑  sportenfrance.fr (编). . sportenfrance.fr.   [2021-02-26]. （原始内容存档于2021-08-12） （法语）.
19. ↑  Jumelages et coopérations (编). . ivry94.fr.   [2021-02-26]. （原始内容存档于2020-11-25） （法语）.

综合类
1. 1 2 3 4  communes.com. . communes.com.   [2021-02-23]. （原始内容存档于2020-08-04） （法语）.
2. 1 2 3 4 5 6 7 8 9 10 11 12 13 14 15 16 17 18 19 20 21 22 23  Géoportail. . Géoportail.   [2021-02-23]. （原始内容存档于2017-01-29） （法语）.
3. 1 2 3 4  Cassini. . cassini.ehess.fr.   [2021-02-23]. （原始内容存档于2022-02-01） （法语）.
4. 1 2 3  . linternaute.fr.   [2021-09-14]. （原始内容存档于2020-01-31） （法语）.
5. 1 2  . linternaute.com.   [2021-02-23]. （原始内容存档于2019-08-15） （法语）.
6. 1 2  Le Monde (编). . lemonde.fr.   [2021-02-23]. （原始内容存档于2021-03-03） （法语）.
7. 1 2  . linternaute.com.   [2021-02-23]. （原始内容存档于2019-08-15） （法语）.
8. 1 2  . linternaute.com.   [2021-02-23]. （原始内容存档于2019-08-10） （法语）.
9. 1 2 3  . linternaute.com.   [2021-02-23]. （原始内容存档于2019-08-19） （法语）.